# Botafogo de Futebol e Regatas
Vous lisez un « bon article » labellisé en 2009.
Pour les articles homonymes, voir Botafogo Futebol Clube.
Maillots
Actualités
Le Botafogo de Futebol e Regatas est un club omnisports brésilien, basé à Rio de Janeiro, dans le quartier du même nom, Botafogo. Il est principalement reconnu pour sa section de football, mais comporte également des sections de football de plage, d'aviron, de volley-ball, de basket-ball, de natation et d'autres. Fondé en tant que club de football le 12 août 1904, sous le nom de Botafogo Football Club, il fusionne avec le Club de Regatas Botafogo, un autre club du même quartier, fondé lui le 1er juillet 1894, pour former le Botafogo de Futebol e Regatas le 8 décembre 1942, jour de la fête de la sainte patronne du club, Nossa Senhora da Conceição.
Surnommé o Glorioso (« le Glorieux » en français) pour ses larges victoires du début du XXe siècle, le Botafogo détient le record du plus grand écart lors d'un match de football au Brésil, 24 à 0 contre le Sport Club Mangueira. Le club prospère rapidement après sa fondation et domine ensuite le football de l'État de Rio de Janeiro dans les années 1930. Il vit son apogée dans les années 1950 et 1960 avec de nombreux titres. Le club alvinegro (« blanc et noir » en français) fournit longtemps de nombreux joueurs à la sélection brésilienne et détient le record du nombre d'internationaux avec 97 joueurs convoqués sous le maillot national, dont 46 pour la Coupe du monde de football.
Il détient, à égalité avec son rival du Flamengo, le record de la plus longue période d'invincibilité du football national, avec 52 matches sans défaite entre 1977 et 1978. Après avoir remporté la Copa CONMEBOL (précurseur de l'actuelle Copa Sudamericana) en 1993, le club devient champion du Brésil en 1995. Relégué en série B en 2002, il remonte l'année suivante. En 2009, le club dispute le championnat carioca, la Coupe du Brésil, la Copa Sulamericana et le championnat du Brésil, comme l'année précédente.
Depuis 2007, le Botafogo évolue au stade olympique Nilton Santos, surnommé Engenhão. Auparavant, il partage le Maracanã avec Fluminense et Flamengo. Avec Vasco da Gama, il s'agit des quatre principaux clubs de football de Rio de Janeiro. De manière générale, concernant le football, le club a disputé plus de 4 800 matches, pour environ 2 400 victoires et un peu plus de 9 500 buts marqués au cours de son histoire. L'équipe a joué dans plus de cent villes à travers le monde, sur les cinq continents, et est élue en 2000 douzième plus grand club du XXe siècle par les lecteurs du magazine FIFA Magazine.
Le 30 novembre 2024, le club remporte sa première Copa Libertadores. Une semaine plus tard, il réalise le doublé en remportant le Championnat, le 3e de son histoire.
Les équipes du Botafogo jouent en noir et blanc. Leurs supporters sont appelés botafoguenses. Club parmi les plus populaires du Brésil, Botafogo possède même une journée commémorative dans le calendrier de l'État de Rio de Janeiro, le 16 mai, et un dicton populaire, proclamant : « Il est des choses qui n'arrivent qu'avec le Botafogo. » Le club a inspiré de nombreux autres clubs homonymes, à l'instar d'un Botafogo dans la Paraíba, un Botafogo à Brasilia, un Botafogo à Ribeirão Preto, un Botafogo à Cordinhã au Portugal ou un Botafogo au Cap-Vert, en Afrique, entre autres.

## Histoire
Le Botafogo de Futebol e Regatas est issu de la fusion du Club de Regatas Botafogo et du Botafogo Football Club.

### Club de Regatas Botafogo (1894-1942)

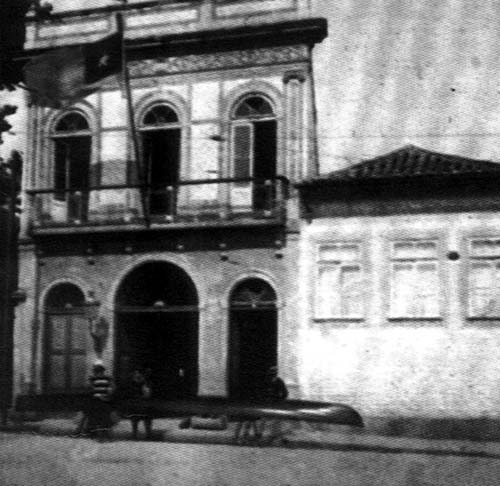
Premier siège du CR Botafogo

En 1891, le Grupo de Regatas Botafogo (« groupe de régates Botafogo » en français) est fondé sous l'impulsion de Luiz Caldas. Le club d'aviron prend ce nom en référence à la baie du quartier de Botafogo où se déroulent ses compétitions. Après la révolte de l'Armada le club doit interrompre ses activités à cause de liens avec des leaders révolutionnaires.
Après l'emprisonnement et le décès de Luiz Caldas, les membres du Grupo de Regatas Botafogo décident de créer, le 1er juillet 1894, le Club de Regatas Botafogo. Le premier siège du club est une grande maison, aujourd'hui démolie, au sud de la plage de Botafogo, adossée au morro do Pasmado.
L'embarcation du botafoguense Diva devient une légende dans la baie de Guanabara en gagnant les 22 régates qu'il dispute et devenant champion de Rio de Janeiro en 1899. Le Club de Regatas Botafogo est le premier club carioca à gagner un titre national dans un sport : en octobre 1902, il remporte le championnat national d'aviron, disputé à Rio, avec la victoire d'Antônio Mendes de Oliveira Castro, qui devient président du club quelques années plus tard.
Une des curiosités dans l'histoire du club est que ses membres se sont déjà aventurés à pratiquer le football, le 25 octobre 1903, avant la fondation du Botafogo Football Club, pour une rencontre amicale face au Flamengo, remportée cinq buts à un.

### Botafogo Football Club (1904-1942)

#### Fondation

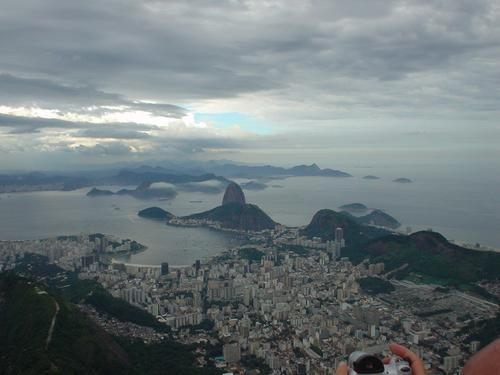
Vue aérienne du quartier de Botafogo au début des années 2000.

Le club de football est fondé dans le quartier de Botafogo. L'idée part de deux étudiants, Flávio Ramos et Emmanuel Sodré, qui habitent le quartier de Botafogo, non loin de Largo dos Leões. Les adolescents convainquent bientôt d'autres amis qu'il n'existe pas de meilleure option pour remplir leurs journées, en ce début de XXe siècle à Rio de Janeiro, à une époque où les distractions sont rares pour les adolescents. Un vendredi soir, le 12 août 1904, Flávio, Emmanuel et quelques amis, tous âgés de 14 à 15 ans, officialisent la fondation du club.
Electro Club est le premier nom du Botafogo. Le club ne garde ce nom que quelques semaines, avant de s'appeler Botafogo Football Club, du nom du quartier où habitent ses membres.
La tenue rayée verticalement noire et blanche est adoptée à l'unanimité, d'après l'idée d'Itamar Tavares, qui a étudié en Italie et soutient le club de la Juventus, créé en 1897.
Le premier match amical a lieu le 2 octobre 1904, contre le Football and Athletic Club, à Tijuca et se termine par une défaite trois buts à zéro. Flávio Ramos marque le premier but du club lors du match suivant, le 21 mai 1905, contre le Petropolitano Foot-Ball Club, pour une victoire 1-0.

#### «O Glorioso» puis retrait des «blanc et noir»

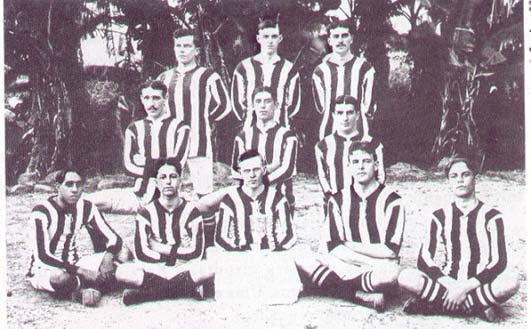
L'équipe du Botafogo en 1906.

En 1906, le Botafogo gagne son premier titre, la coupe Caxambu (Taça Caxambu en portugais), premier tournoi de football à Rio de Janeiro, alors disputé entre équipes réserves. L'équipe participe également au premier championnat de l'État de Rio de Janeiro et termine à la quatrième place. La première victoire de l'équipe dans le championnat, par un but à zéro contre le Bangu Atlético Clube, a lieu le 27 mai.

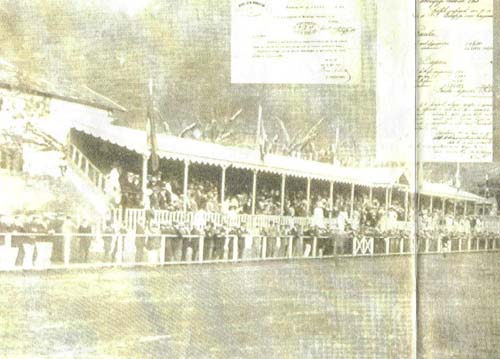
Ancien stade de la Rua Voluntários da Pátria.

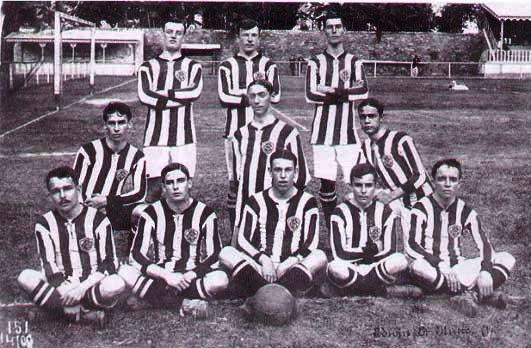
L'équipe du Botafogo en 1910.

Le club partage le titre du championnat de Rio de 1907 avec le Fluminense, au terme d'une polémique qui n'est close qu'en 1996,.
En 1910, le club est sacré pour la première fois seul champion de l'État de Rio de Janeiro. Lors de sa victoire dans le championnat, l'équipe réalise une campagne où elle remporte sept larges victoires sur ses adversaires, ce qui lui vaut le surnom de O Glorioso (« le Glorieux » en français), les « blanc et noir » marquent plus de 66 buts en 10 matches. L'année précédente, le Botafogo a déjà infligé un 24 à 0 au Sport Club Mangueira (le plus grand écart dans un match officiel de football au Brésil à ce jour),.
Après une parenthèse en 1912 où il dispute une compétition parallèle qu'il remporte, le club réintègre à nouveau la ligue métropolitaine. En 1915, il participe à nouveau au championnat carioca officiel, avec un nouveau terrain, rue General Severiano, cédé par la mairie en 1912.
La période de 1912 à 1930 est la première longue période sans titre du Botafogo.
En 1923, l'équipe termine en dernière position et évite de peu la relégation.

#### Génération de 1930, cinq titres de champion
Dans les années 1930, mené par les attaquants Nilo et Carvalho Leite, fers de lance d'une équipe pleine de joueurs talentueux, le Botafogo Football Club gagne le championnat de Rio de Janeiro de 1930 puis quatre titres consécutifs de 1932, 1933, 1934 et 1935, ce qui constitue un « tetracampeonato » au Brésil.

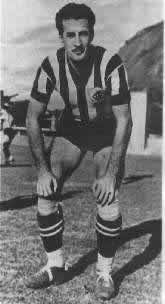
Carvalho Leite sur le terrain.

À cette époque, neuf joueurs du Botafogo sont convoqués pour la Coupe du monde de 1934 en Italie : Carvalho Leite, Waldyr, Áttila, Canalli, Ariel, Martim Silveira, Octacílio et les gardiens Germano et Pedrosa. Leônidas da Silva, la future star du Flamengo, joue pour le club « noir et blanc » lors de la victoire de 1935 et débute également la saison de 1936, mais il ne tarde pas à rejoindre le rival « rouge et noir » de Flamengo. La même année, le club réalise sa première tournée à l'étranger, au Mexique et aux États-Unis, où il remporte six victoires en neuf matches.
En 1938, le Botafogo Football Club rénove son stade de General Severiano avec de nouvelles tribunes en béton. L'année suivante, un nouveau joueur d'exception fait son apparition au club, Heleno de Freitas, qui remplace l'idole de l'époque, Carvalho Leite. Pendant les huit années suivantes, Heleno est la principale star du club et la première du nouveau club du Botafogo de Futebol e Regatas.

### Botafogo de Futebol e Regatas (depuis 1942)

#### Fusion
Le Botafogo de Futebol e Regatas naît officiellement le 8 décembre 1942, résultat de la fusion de deux clubs : le Club de Regatas Botafogo et le Botafogo Football Club. Ces deux clubs ont leur siège dans le quartier de Botafogo, dans la zone sud de Rio de Janeiro.
En projet depuis les années 1930, l'union est accélérée par une tragédie, le décès d'un joueur du Football Club, Armando Albano lors d'une partie de basket-ball entre les deux clubs, qui rapproche leurs dirigeants. Avec la fusion, quelques modifications ont lieu : le blason et le drapeau perdent les lettres entrelacées du B.F.C., remplacées par l'« étoile solitaire » (estrela solitária) blanche du Club de Regatas.

#### Retour à la victoire
Malgré les stars qui portent son maillot dans les premières années, comme Heleno de Freitas, le Botofago ne reconquiert le titre de champion de l'État de Rio qu'en 1948. Après une sévère défaite initiale, l'équipe obtient 17 victoires pour deux nuls lors des 19 derniers matches et gagne le titre de champion en battant en finale l'équipe du Vasco. Le match décisif a lieu à General Severiano, le 12 décembre 1948, pour une victoire du Botafogo par 3 à 1. C'est le premier titre de Nílton Santos, qui va devenir une légende du football au Brésil.
En 1951, le club « noir et blanc » gagne pour la première fois le tournoi municipal de Rio de Janeiro, lors de la dernière édition de la compétition.

#### Années d'or avec Garrincha et Nilton Santos

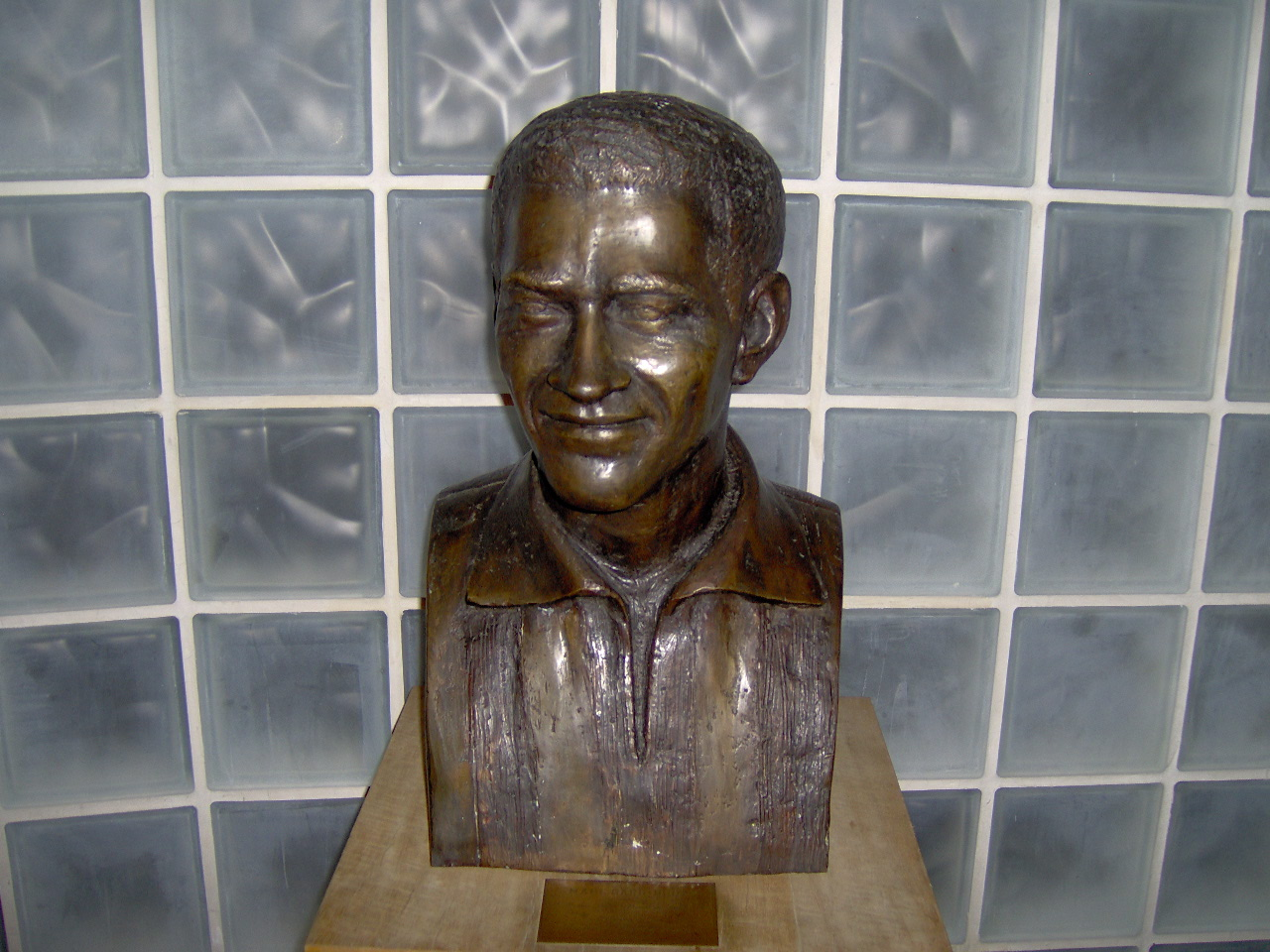
Buste de Garrincha, statue au siège du club.

Dans les années 1950 et 1960, le Botafogo vit l'une de ses périodes les plus glorieuses, avec dans son équipe des surdoués comme Garrincha et Nílton Santos (considérés comme les meilleurs à leur poste dans l'histoire du football), ou encore Didi, Zagallo, Amarildo, Quarentinha et Manga, entre autres. L'équipe se fait également remarquer par ses nombreuses tournées à l'étranger, disputant compétitions non officielles et matches amicaux, principalement en Amérique et en Europe.
En 1957, le Botafogo remporte le championnat de Rio en battant en finale le Fluminense par 6 buts à 2. L'équipe connaît de nouveaux succès dans les championnats de Rio de 1961 et 1962, ainsi que dans le tournoi Rio-São Paulo de cette même année 1962. Lors de la Coupe de monde de 1962 au Chili, l'équipe à l'« étoile solitaire » compte cinq titulaires dans la sélection brésilienne qui va conquérir sa deuxième couronne mondiale : Garrincha, Nílton Santos, Didi, qui rejoint le Real Madrid après la compétition, Zagallo et Amarildo,.

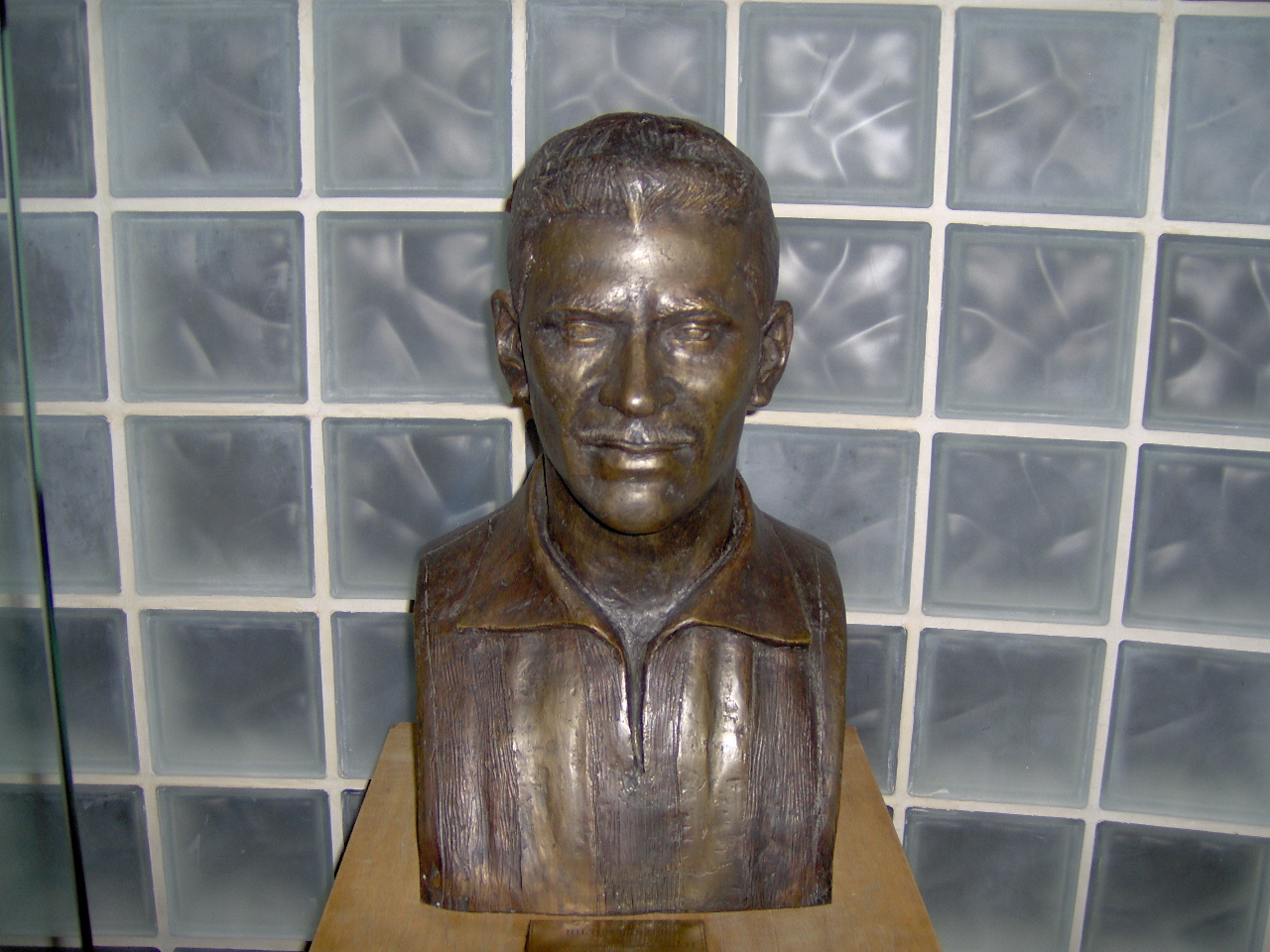
Buste de Nílton Santos, statue au siège du club.

Les années 1960 sont marquées par la rivalité entre le Botafogo et le Santos FC de Pelé, son principal rival au niveau national à l'époque. La finale de la Taça Brasil de 1962 voit la victoire de l'équipe pauliste, emmenée par un Pelé des grands soirs, lors d'un match d'appui au Maracanã. Lors de la Copa Libertadores 1963, Santos, en tant que vainqueur de la dernière édition, entre en lice au stade des demi-finales, pour une rencontre contre le Botafogo, alors invaincu dans la compétition. Les « noirs et blancs » de Rio de Janeiro sont cependant éliminés. L'équipe prend sa revanche lors du tournoi Rio-São Paulo de 1964. Le Botafogo remporte le premier match par 3 buts à 2 au Maracanã. Cependant, le deuxième match n'est jamais disputé, les deux équipes étant en tournée, et le titre est partagé entre les deux équipes.
En 1967 et 1968, les « noirs et blancs » réalisent le doublé de la Taça Guanabara et du championnat de Rio. Ils deviennent également le premier club carioca à gagner un titre national en remportant la Taça Brasil de 1968. Dans cette équipe, Jairzinho, Gérson, Paulo César Caju ou Roberto Miranda font partie des meilleurs joueurs.

#### Période de disette
Entre 1968 et 1989, le Botafogo ne remporte aucun titre officiel. Depuis la Taça Brasil de 1968, le club ne profite pas des opportunités qu'il a de gagner des titres. Durant cette période, le club à l'« étoile solitaire » ne fait que collectionner les places d'honneur dans les championnats carioca.
Le Botafogo connaît également une grave crise financière et, en 1977, il doit céder son siège rue du General Severiano pour payer ses dettes. Ses activités sont alors transférées vers la banlieue de la ville, dans le quartier de Marechal Hermes, où est construit un nouveau stade, inauguré l'année suivante.
Néanmoins, à cette époque, le Botafogo, établit deux records dans l'histoire du football brésilien : celui de la plus longue série d'invincibilité avec 52 matches sans défaite, toutes compétitions confondues, sur 10 mois (entre 1977 et 1978) et celui de la plus longue série d'invincibilité en championnat du Brésil, avec 42 matches. Durant ces deux années, le club alvinegro finit respectivement en 5e et 8e position en championnat. Enfin, le 21 juin 1989, le Botafogo gagne le titre de champion de l'État, invaincu dans la compétition, après avoir battu en finale le Flamengo de Zico, Bebeto et Leonardo.

#### Années 1990 et «tuliomania»
En 1990, le club « blanc et noir » gagne à nouveau le championnat carioca, lors d'une finale polémique face au Vasco, réalisant le doublé pour la troisième fois de son histoire. Le club atteint à nouveau la finale du championnat du Brésil en 1992, vingt ans après sa dernière finale, contre son rival du Flamengo. Sa place de vice-champion vaut au club une place en Copa CONMEBOL pour l'année suivante.
En 1993, entraîné par Carlos Alberto Torres, le Botafogo conquiert le premier titre international officiel de son histoire. Malgré une équipe faible techniquement, les alvinegros dominent l'équipe uruguayenne de Peñarol en finale de la Copa Conmebol (aujourd'hui représentée par la Copa Sudamericana), après une séance de penalties. L'année 1994 marque le retour du club à son siège historique de General Severiano sous la présidence de Carlos Augusto Montenegro. En 1995, le Botafogo gagne son unique titre de champion du Brésil depuis que la compétition est organisée par la CBF, c'est-à-dire 1971. L'équipe comprend notamment la star Túlio Maravilha, meilleur buteur des championnats national et de l'État en 1994 et 1995. Elle bat Santos en finale.
En cette période, le Botafogo remporte également le championnat de l'État de Rio de 1997, le tournoi Rio-São Paulo de 1998 et dispute la finale de la Copa do Brasil de 1999. À la fin du siècle, le club est inclus par la FIFA dans la liste des meilleurs clubs du XXe siècle, au 12e rang (le 3e parmi les clubs brésiliens).

#### Crise, seconde division et reconstruction
Depuis les débuts des années 2000, le Botafogo flirte avec la relégation dans le championnat national jusqu'à être relégué en 2e division en 2002. Un effectif faible, des retards de salaire, une mauvaise gestion administrative, une baisse de la fréquentation des stades et le début du mouvement de répression de certains groupes de supporters sont les marques de cette période noire dans l'histoire du club.

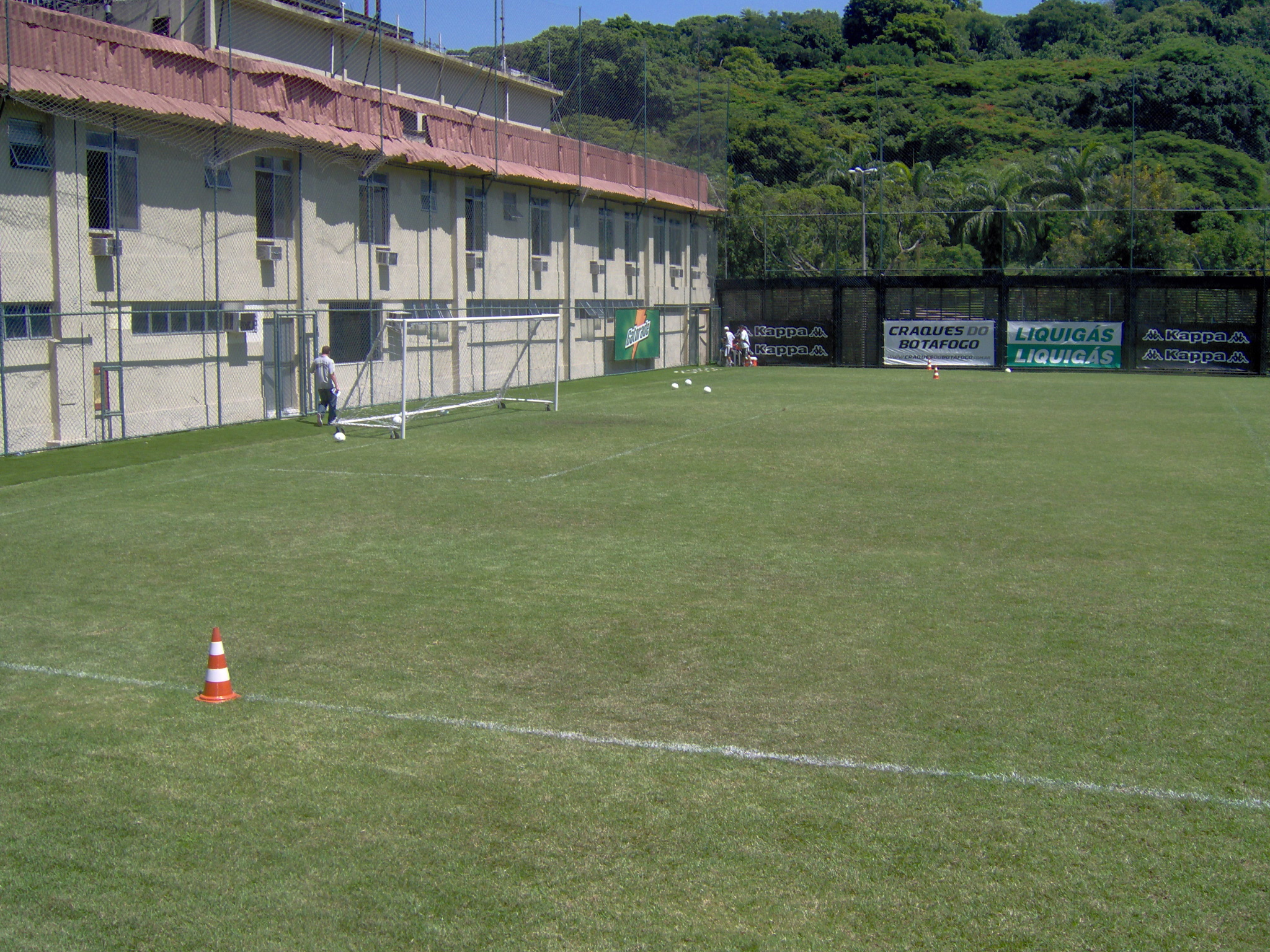
Le centre d'entraînement João Saldanha.

Après une campagne sans relief en championnat de Rio, le Botafogo parvient à redresser la barre, réussit à finir en seconde position du championnat de série B et regagne sa place parmi l'élite. Pendant cette année 2003, le nouveau président Bebeto de Freitas, ancien joueur et entraîneur de volley, restructure le club, paye une partie de ses dettes, maintient les salaires à jour, signe avec deux nouveaux sponsors et trouve des partenaires pour la construction des tribunes provisoires du stade Caio Martins.
De retour parmi l'élite en 2004, année du centenaire de la fondation du club, l'équipe fait à nouveau une saison calamiteuse en championnat du Brésil et n'échappe à la relégation que lors de la dernière journée.
À partir de 2005, le Botafogo entre dans un processus de stabilisation et le club tente de se structurer petit à petit. Après une saison 2005 prometteuse, l'équipe conquiert finalement ses premiers titres du XXIe siècle en 2006. Elle remporte la Taça Guanabara et finalement le championnat de l'État de Rio lors de la finale contre le Madureira Esporte Clube.
De 2006 à 2010, l'équipe se classe régulièrement dans le haut du tableau et se qualifie de même pour la Copa Sulamericana. Le Botafogo gagne de plus le droit de gérer le stade olympique Nilton Santos, où il dispute ses rencontres depuis le mois de septembre 2007. Cette période est également faste au niveau du championnat de Rio où l'équipe remporte régulièrement la coupe Guanabara ou la coupe Rio, et même les deux en 2010, ce qui lui permet d'être sacrée championne sans avoir à disputer la finale.

## Palmarès et statistiques

### Palmarès

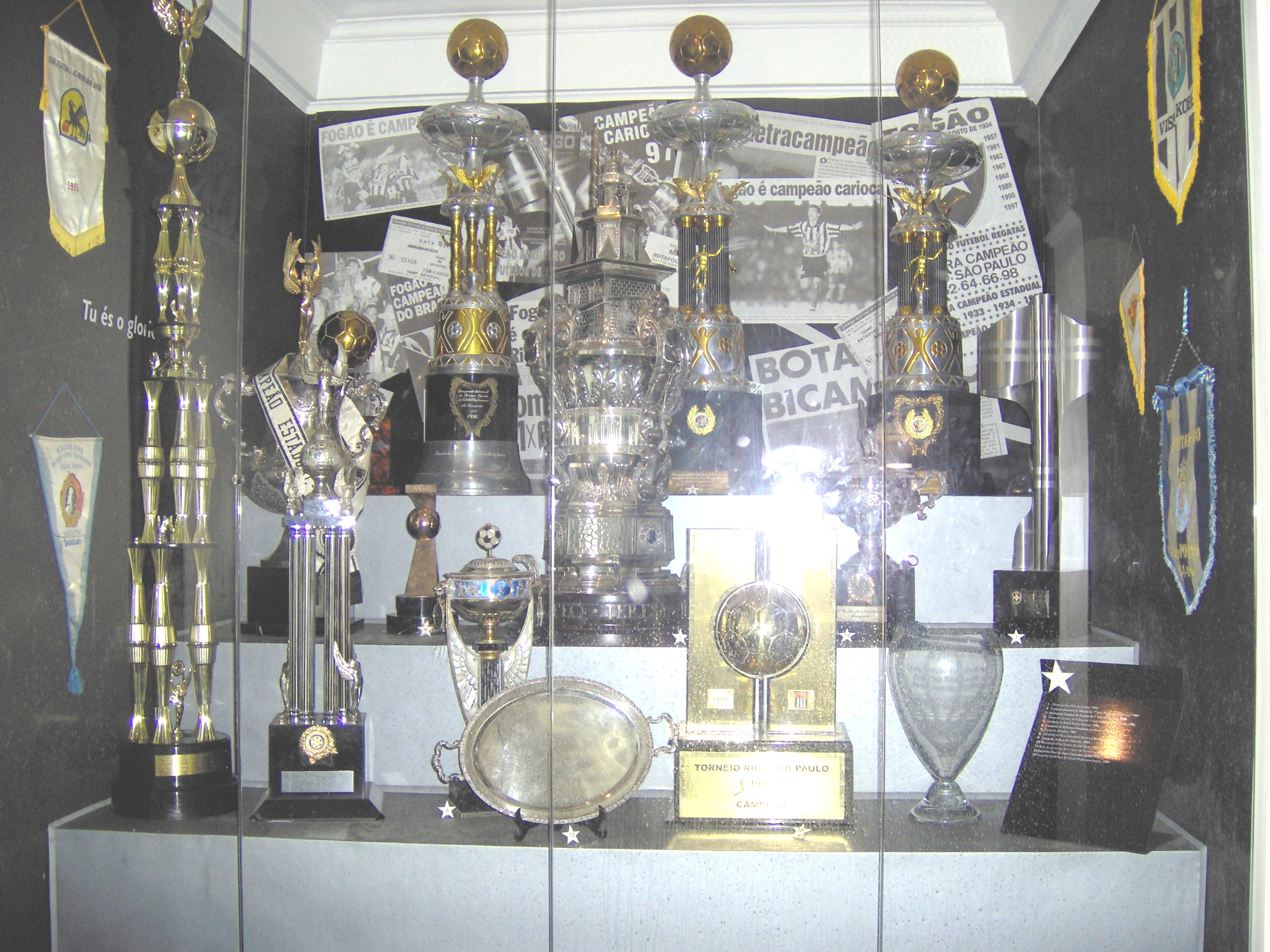
Vitrine principale de la salle des trophées du club.

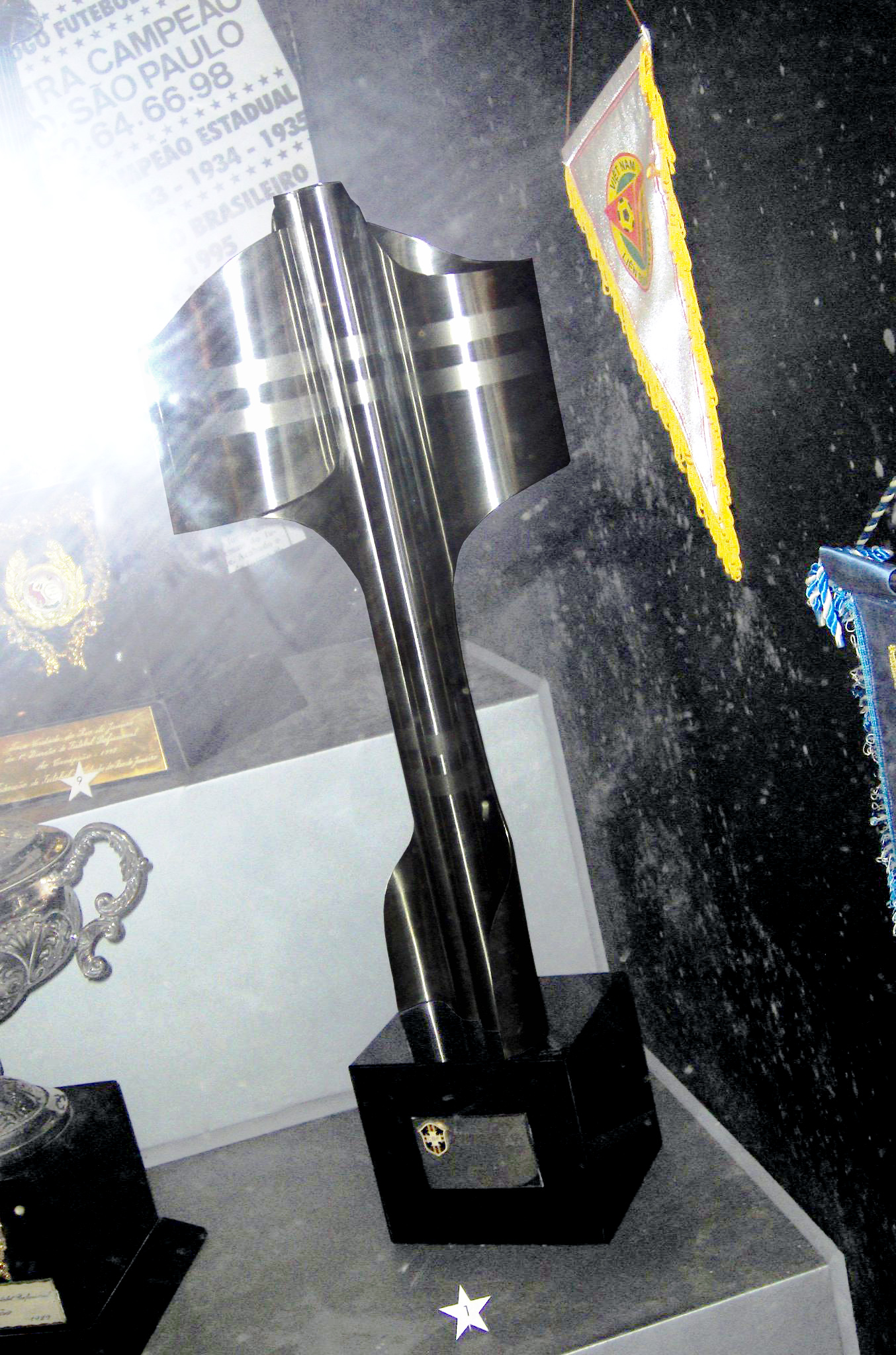
Trophée du championnat du Brésil 1995.

Le palmarès du Botafogo de Futebol e Regatas est dominé par ses titres continentaux, Coupe CONMEBOL de 1993, et nationaux, Taça Brasil de 1968 et championnat du Brésil de 1995. Il faut noter que le club connaît ses heures de gloire à une époque où les compétitions internationales et nationales n'existent pas encore.
| Compétitions régionales | Compétitions nationales | Compétitions internationales |
| - Championnat de l'État de Rio de Janeiro (21) - Champion en 1907, 1910, 1912, 1930, 1932, 1933, 1934, 1935, 1948, 1957, 1961, 1962, 1967, 1968, 1989, 1990, 1997, 2006, 2010, 2013 et 2018. - Coupe Rio (7) - Vainqueur en 1989, 1997, 2007, 2008, 2010, 2012 et 2013. Anciennes compétitions - Coupe Guanabara (7) - Vainqueur en 1967, 1968, 1997, 2006, 2009, 2010 et 2013. - Tournoi Rio-São Paulo (4) - Vainqueur en 1962, 1964, 1966 et 1998. - Tournoi municipal de Rio de Janeiro (2) - Vainqueur en 1951 et 1996. - Tournoi initial (7) - Vainqueur en 1938, 1947, 1961, 1962, 1963, 1967 et 1977. - Le tournoi João Teixeira de Carvalho n'a jamais été terminé mais le Botafogo a été déclaré vainqueur. | - Championnat du Brésil (3) - Champion en 1968, 1995 et 2024. - Coupe du Brésil - Finaliste en 1999. - Supercoupe du Brésil - Finaliste en 2025. | - Copa Libertadores (1) - Vainqueur en 2024. - Recopa Sudamericana - Finaliste en 1994 et 2025. - Derby des Amériques - Finaliste en 2024. Anciennes compétitions - Coupe CONMEBOL (1) - Vainqueur en 1993. Tournois amicaux - Tournoi de Paris - Vainqueur en 1963. - Trophée Teresa-Herrera - Vainqueur en 1996. |

### Statistiques et records
Le Botafogo détient quelques records du football brésilien, comme le plus grand écart lors d'un match de football officiel, avec une victoire par 24 buts à 0 contre le Sport Club Mangueira, la plus longue série d'invincibilité toutes compétitions confondues avec 52 matches sans défaite (record égalé plus tard par le Flamengo) et la plus longue série d'invincibilité en championnat du Brésil avec 42 matches sans défaite. Le club est également l'équipe du Brésil qui a le plus de joueurs sélectionnés en équipe du Brésil en général, et en coupe du monde en particulier.
Concernant uniquement le Botafogo, on peut remarquer la performance de Quarentinha, joueur qui marque le plus de buts pour le club, avec 306 réalisations en 444 matches, Nílton Santos, qui détient le record du nombre de matches disputés sous le maillot du Botafogo avec 723 matches entre 1948 et 1964 (le Botafogo est son unique club) et Manga, qui gagne 19 compétitions avec le club et en est le joueur le plus titré. Enfin, l'attaquant Nilo, qui évolue au club dans les années 1920 et 1930, détient la meilleure moyenne de buts marqués par matches avec 190 buts en 201 matches, soit une moyenne de 0,94.
Le club est également l'équipe de Rio de Janeiro qui joue le plus de matches contre des équipes étrangères, 488 en septembre 2007, et qui compte le plus de meilleurs buteurs du championnat de l'État de Rio de Janeiro, 29 en 2007. Le Botafogo est également le premier club à terminer la première phase de la Copa Libertadores invaincu, en 1963, quand il se qualifie pour les demi-finales sans compter de défaite. La plus grande affluence lors d'un match de l'équipe a lieu le 15 juin 1969, en ouverture d'une rencontre Fla-Flu pour l'attribution du championnat carioca de 1969, contre Portuguesa da Ilha, à laquelle assistent 171 599 spectateurs. Lors d'un match du Botafogo uniquement, le record appartient à une rencontre contre le Flamengo, le 29 avril 1979, quand 158 477 personnes se déplacent au Maracanã pour assister à la rencontre.
En 2006, sa victoire dans le championnat carioca en fait le seul club au Brésil à avoir été champion en trois siècles différents : XIXe siècle, XXe siècle et XXIe siècle. Les « blanc et noir » sont également le seul club brésilien à être champion sur terre, sur mer et dans les airs la même année, avec des victoires dans les championnats de l'État en football, en aviron et en modélisme aérien, entre autres, en 1962.

## Figures historiques

### Présidents
Le premier président du Botafogo Football Club est le joueur et fondateur du club, Flávio Ramos en 1904. Au Club de Regatas Botafogo, la charge est occupée pour la première fois par José Maria Dias Braga, qui est également le fondateur du club.
Tout au long de l'histoire des deux clubs, le poste reste, entre autres, aux mains d'ex-joueurs et figures illustres de la société carioca. Parmi eux, on peut citer le scout et ancien footballeur Mimi Sodré, président du Football Club, et le poète Augusto Frederico Schmidt, président du Regatas et instigateur du processus de fusion des deux clubs en 1942. Après la réunion des deux clubs, l'un des présidents les plus populaires est Carlito Rocha, mystique et superstitieux, auteur de phrases célèbres et créateur de la mascotte Biriba. Carlito, également ancien joueur et entraîneur du Botafogo, préside le club de 1948 à 1951.
Emil Pinheiro est un autre président qui marque l'histoire du Botafogo. Ex-bicheiro, il aide le club à réussir le doublé en championnat de Rio, en 1989 et 1990, et à atteindre la finale du championnat national de 1992, année où il se retire de la présidence. Il prend les commandes du club à la fin des années 1980, engageant de grands joueurs dans un club alors au bord de la décadence. Après deux « mandats tampons », Carlos Augusto Montenegro accède à la présidence du Botafogo. Sous son mandat, le club remporte le titre de champion du Brésil en 1995 et récupère le siège de General Severiano, cédé en 1977.

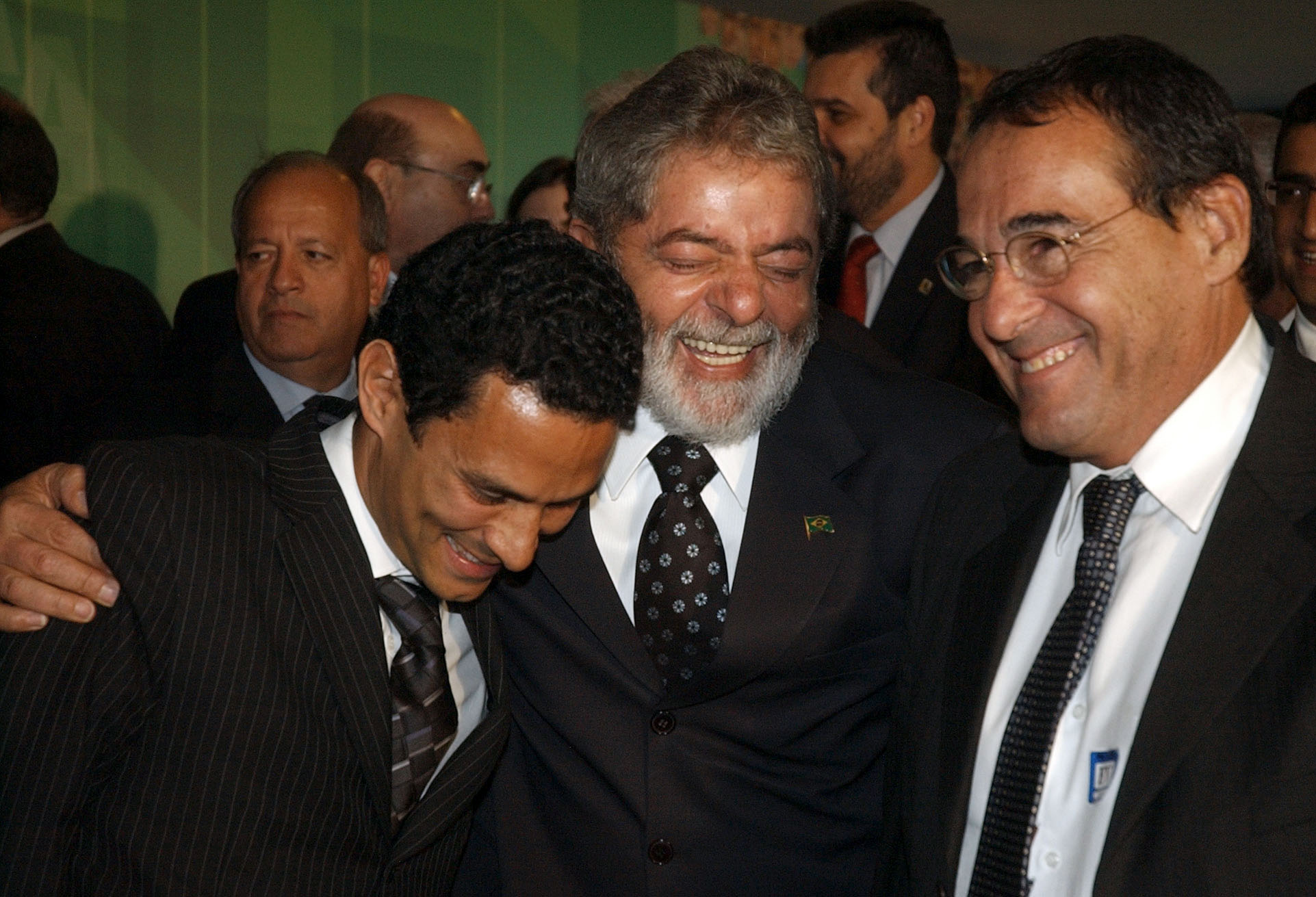
Bebeto de Freitas, à droite du joueur Túlio et du président Lula.

Le président du Botafogo de 2002 à 2008 est Paulo Roberto de Freitas, plus connu sous le nom de Bebeto de Freitas. Bebeto, ancien joueur de volley du club, dix fois champion de l'État de Rio de Janeiro, également ancien entraîneur de l'équipe du Brésil de volley, médaille d'argent aux jeux olympiques de 1984 à Los Angeles, et de la sélection italienne, championne du monde de volley en 1998. Bebeto de Freitas accède à la présidence du club pour la première fois en 2002, il occupe le poste à partir de 2003, en remplacement de Mauro Ney Palmeiro. Bebeto a pour mission de faire remonter le club en première division, réduire son endettement et créer la Companhia Botafogo, entreprise qui gère la section football du club. À la fin de son premier mandat, il est réélu avec le soutien de l'ancien président Carlos Augusto Montenegro, de la presse et des supporters en général. Sous son second mandat, le club obtient la concession du stade olympique Nilton Santos.
Le président du Botafogo de Futebol e Regatas, selon les statuts du club, est élu par les socios de l'institution, lors d'un vote direct et secret, pour un mandat de trois ans, rééligible une fois. Le président actuel du club est Maurício Assumpção, pour les années 2009, 2010 et 2011.

### Entraîneurs
Le Botafogo compte, depuis sa création, de nombreux techniciens à la tête de l'équipe. Le premier d'entre eux est Octávio Werneck, en 1906, en tant que chef de l'équipe technique. Jusqu'en 1922, il n'y a pas d'entraîneur unique dirigeant l'équipe. Les joueurs sont encadrés par une équipe technique (comissão técnica en portugais).
Dans les années 1930, le Hongrois Nicolas Ladanyi est l'entraîneur botafoguense lors des victoires en championnat de Rio de 1930, 1932, 1933 et 1934. À son départ, il est remplacé par Carlito Rocha, qui a déjà dirigé la comissão técnica en 1917, aux côtés d'Oldemar Murtinho, et entraîné, à l'occasion, l'équipe dans les années 1920. Carlito dirige l'équipe en 1935, lors de la conquête du quatrième titre consécutif de champion de l'État, performance reconduite de 1936 à 1939. Carlito, qui est également footballeur au club dans les années 1910, devient plus tard président du Botafogo.

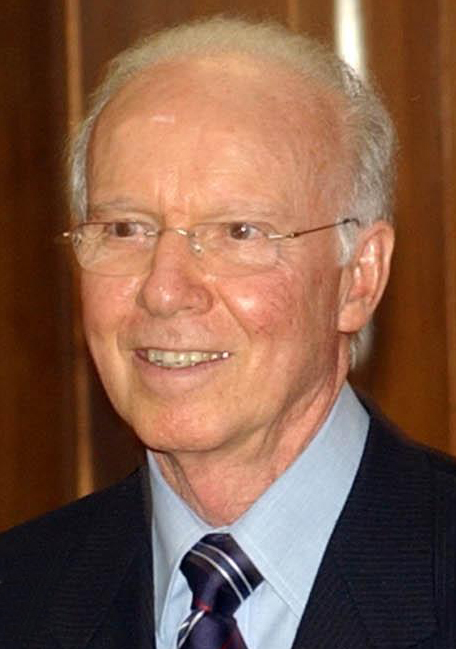
Mário Zagallo.

João Saldanha, qui est également journaliste, est le technicien de l'équipe victorieuse du championnat de Rio de 1957. Dans les années 1960, on peut citer Marinho Rodrigues, double champion carioca en 1961 et 1962, Zagallo, vainqueur de la Taça Brasil en 1968 et double champion carioca en 1967 et 1968. En plus de Zagallo, le poste est occupé par une série d'anciens joueurs comme Paraguaio, entraîneur lors du premier championnat du Brésil en 1971, où le Botafogo se classe troisième, et Sebastião Leônidas, entraîneur de l'équipe vice-championne du Brésil en 1972. Parmi les anciens joueurs devenus entraîneurs, on peut également citer Carvalho Leite, Geninho, Martim Silveira, Sylvio Pirillo, Paulistinha et Joel Martins, entre autres.
En 1989, quand le Botafogo met fin à une série de 21 ans sans victoire en championnat de Rio, l'entraîneur est Valdir Espinosa. Lors des autres conquêtes des années 1990, on note Paulo Autuori, vainqueur du championnat du Brésil en 1995, et Carlos Alberto Torres, vainqueur de la coupe Conmebol de 1993. Torres entraîne également l'équipe à d'autres occasions, notamment lorsqu'elle lutte pour échapper à la relégation en série B, à trois reprises, entre 1997 et 2002. En 2002, il n'échappe d'ailleurs pas à la sentence en reprenant l'équipe entraînée la plus grande partie de la saison par Ivo Wortmann. En 2003, en Série B, Levir Culpi permet à l'équipe de remonter en série A.
Cuca marque également l'histoire récente du club. Considéré comme une idole par les dirigeants et les supporters, Cuca arrive au club en mai 2006 et y reste jusqu'en septembre 2007, lorsqu'il présente sa démission, avant de revenir neuf jours plus tard, après l'échec de Mário Sérgio. Cuca crée une équipe surnommée le carrossel alvinegro (le « carrousel blanc et noir » en français), sur un schéma tactique offensif basé sur le mouvement qui lui vaut de remporter la Taça Rio et de mener le championnat du Brésil pendant onze journées. L'équipe échoue cependant dans la conquête du titre de 2007 en championnat de Rio, et est éliminée de la coupe du Brésil et de la Copa Sulamericana.
Dès le 1er juillet 2023, Cláudio Caçapa est nommé entraineur intérimaire, il quitte provisoirement son poste d'entraineur adjoint à l'Olympique lyonnais le temps que le club trouve un entraineur.
Artur Jorge prend ensuite la direction de l'équipe en avril 2024. En novembre 2024, il remporte la Copa Libertadores 2024 puis, quelques jours plus tard, le championnat du Brésil. Début 2025, il quitte le club pour rejoindre Al-Rayyan SC au Qatar.

### Joueurs
|    | Joueurs        | Matchs |
| -- | -------------- | ------ |
| 1  | Nilton Santos  | 719    |
| 2  | Garrincha      | 612    |
| 3  | Jefferson      | 459    |
| 4  | Valtencir      | 453    |
| 5  | Quarentinha    | 444    |
| 6  | Manga          | 442    |
| 7  | Carlos Roberto | 440    |
| 8  | Geninho        | 425    |
| 9  | Jairzinho      | 412    |
| 9  | Wágner         | 412    |
| 10 | Osmar          | 387    |

|    | Joueurs           | Buts |
| -- | ----------------- | ---- |
| 1  | Quarentinha       | 313  |
| 2  | Carvalho Leite    | 261  |
| 3  | Garrincha         | 245  |
| 4  | Heleno de Freitas | 209  |
| 5  | Nilo              | 190  |
| 6  | Jairzinho         | 186  |
| 7  | Octávio Moraes    | 171  |
| 8  | Túlio Maravilha   | 167  |
| 9  | Roberto Miranda   | 154  |
| 10 | Dino da Costa     | 144  |

Principaux joueurs de l'histoire du Botafogo :  
- Alemão
- Amarildo
- Bebeto
- Brito
- Carlos Alberto
- Carvalho Leite
- Didi
- Dodô
- Elkeson
- Garrincha
- Gérson
- Heleno de Freitas
- Jairzinho
- Jefferson
- Josimar
- Leônidas
- Luis Henrique
- Luiz Henrique
- Marinho Chagas
- Mário Zagallo
- Mauro Galvão
- Nílton Santos
- Paulo César Caju
- Paulo Valentim
- Quarentinha
- Roberto Miranda
- Ronaldo
- Túlio Maravilha
- Valdo
- Bastos
- Thiago Almada
- Keisuke Honda
- Clarence Seedorf
- Gatito Fernández

### Effectif professionnel actuel
Le premier tableau liste l'effectif professionnel du Botafogo FR pour la saison 2025. Le second recense les prêts effectués par le club lors de cette même saison.
En grisé, les sélections de joueurs internationaux chez les jeunes mais n'ayant jamais été appelés aux échelons supérieurs une fois l'âge-limite dépassé ou les joueurs ayant pris leur retraite internationale.

## Infrastructures

### Stades
Le Botafogo a utilisé plusieurs stades au cours de son histoire, depuis le stade du Général Severiano, inauguré en 1913, jusqu'au stade olympique Nilton Santos ou Engenhão, construit en 2007. Ponctuellement, il utilise également le Maracanã, conjointement avec le Flamengo et Fluminense depuis sa construction en 1950.
Le stade de General Severiano, du nom de la rue qui permet d'y accéder, est le premier stade du Botafogo. Inauguré en 1913 pour le championnat de l'État de Rio de Janeiro, il voit la victoire des botafoguense 1 à 0 contre le Flamengo. Rénové dans les années 1930, il est utilisé jusqu'à sa démolition en 1977 quand le club est contraint de vendre le terrain où il est construit pour des raisons financières.

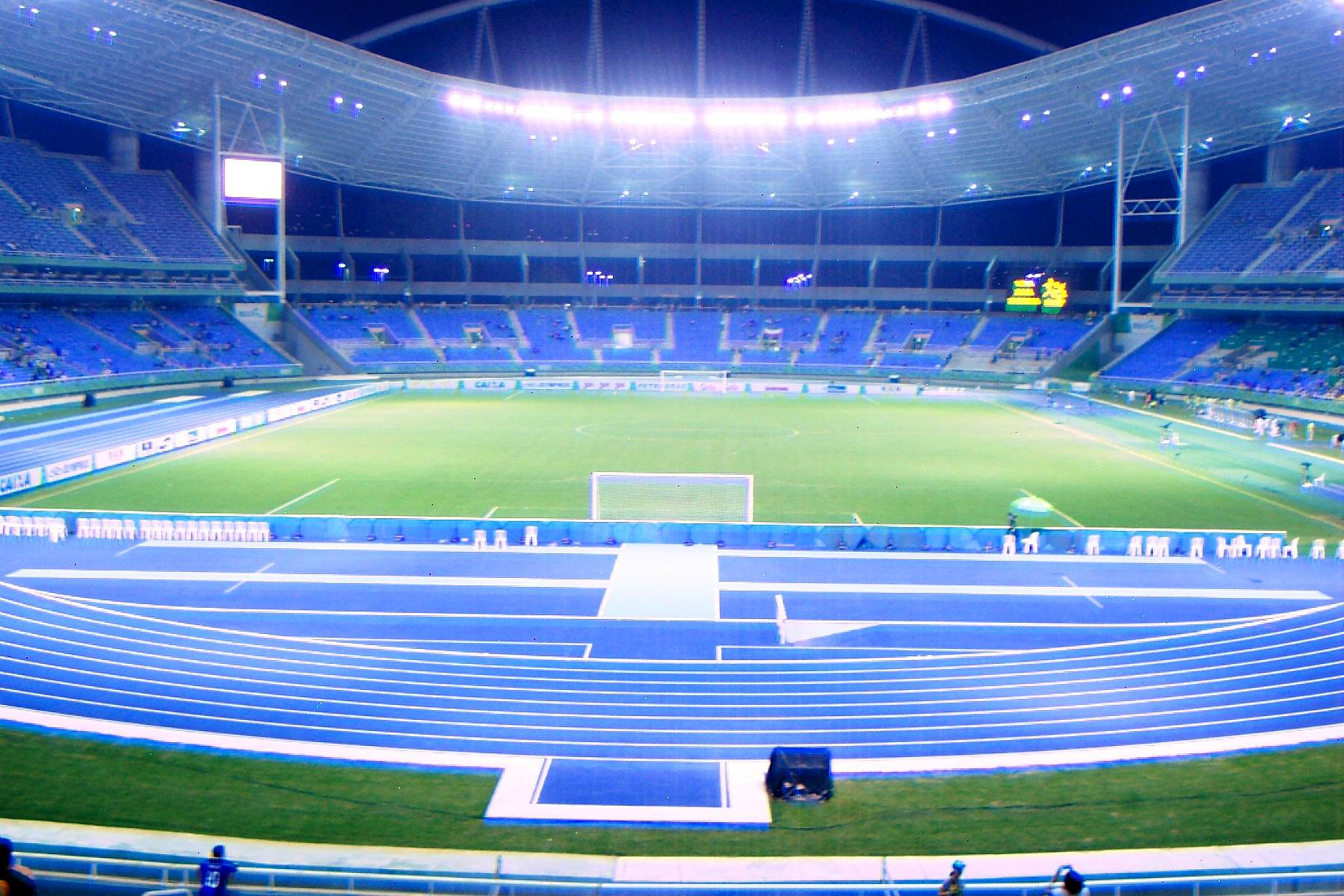
O Engenhão pendant les Jeux Panaméricains de Rio en 2007.

Le club transfère alors ses activités liées au football dans le stade du quartier de Marechal Hermes, dans la zone nord de Rio de Janeiro. Le stade, appelé Mané Garrincha, est utilisé pour la première fois le 22 octobre de l'année suivante, avec une victoire 2 buts à 1 contre Portuguesa da Ilha, dans le cadre du championnat carioca. Dans les années 1990, après avoir récupéré le siège de General Severiano et obtenu la concession du stade Caio-Martins, l'équipe professionnelle cesse d'utiliser Marechal Hermes, qui est mis à disposition des équipes de jeunes du club.
Situé dans la ville de Niterói, au sein du complexe sportif du même nom, le stade Caio-Martins est le lieu où le Botafogo joue de nombreux matches entre les années 1980 et 2004, mis à part les derbies, disputés au Maracanã. Aujourd'hui, il n'accueille que des matches de jeunes du club ainsi que certains entraînements de l'équipe professionnelle.
Construit pour les Jeux panaméricains de 2007, le stade olympique Nilton Santos, surnommé o Engenhão, est concédé officiellement le 3 août 2007 au Botafogo. Le stade possède une capacité de 45 000 places. Le Botafogo participe au match d'inauguration contre le Fluminense, le 30 juin 2007, pour une victoire deux buts à un. Le 19 septembre de cette même année, l'équipe y dispute son premier match en tant que résident, contre River Plate, pour un match de la Copa Sul-Americana 2007 qu'elle remporte par un but à zéro. Le club mène un projet d'exploitation du stade en partenariat avec l'entreprise portugaise TBZ.

### Siège General Severiano

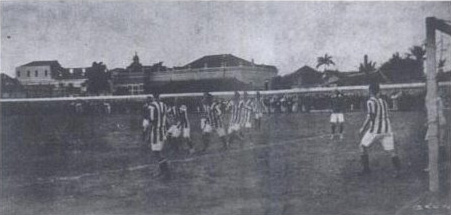
Le General Severiano en 1913.

Le General Severiano est un ancien palais construit sur un terrain cédé par la ville pour devenir le siège social du Botafogo le 23 juin 1912. General Severiano abrite également l'ancien stade du club, le stade de General Severiano, qui doit son nom à la rue homonyme qui y donne accès.
Construit sous la forme d'une grande maison de couleur saumon au style éclectique, le siège est inauguré par un bal de gala en l'honneur de la haute société de Rio de Janeiro. Des travaux de rénovation du siège social de l'avenue Venceslau Brás sont lancés en 1928. Une fois ceux-ci terminés, le siège est ré-inauguré définitivement le 15 décembre 1928.

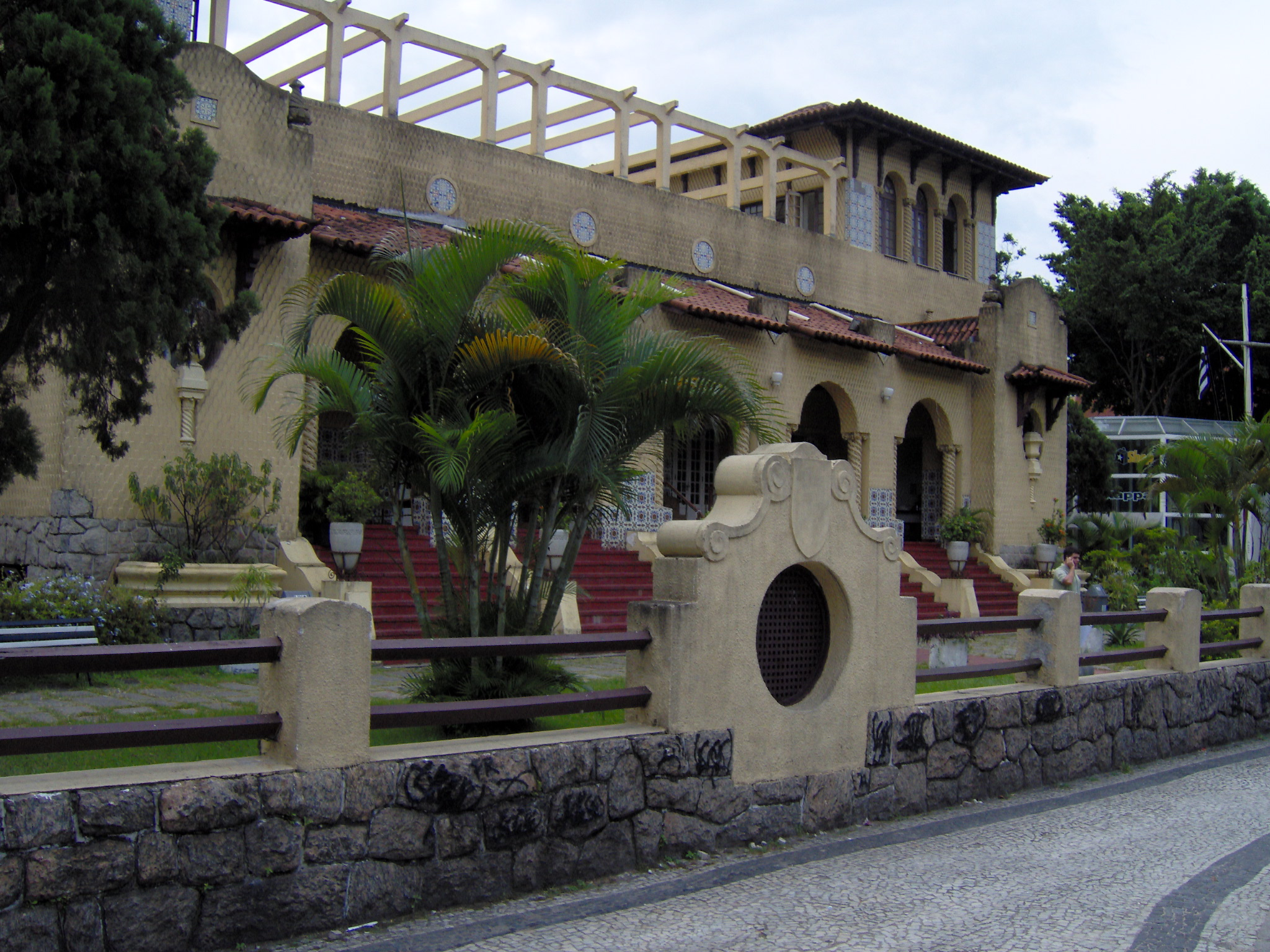
Entrée da sede General Severiano.

En 1977, alors que le club est présidé par Charles Macedo Borer, le siège est vendu à la Companhia Vale do Rio Doce. À la suite de cette transaction, le Botafogo déménage vers Mourisco Pasteur, où il reste de 1977 à 1992, quand il s'installe à Mourisco Mar. Les matches de football se disputent alors au stade de Marechal Hermes. Pendant ces années d'éloignement de General Severiano, le club et ses supporters ne cessent de penser à récupérer le siège historique du club. En 1992, avec son classement au patrimoine historique, le bâtiment n'intéresse plus la compagnie Vale do Rio Doce. Le club fait alors un échange avec l'entreprise, récupérant le siège de General Severiano et lui cédant en retour celui de Mourisco Pasteur.

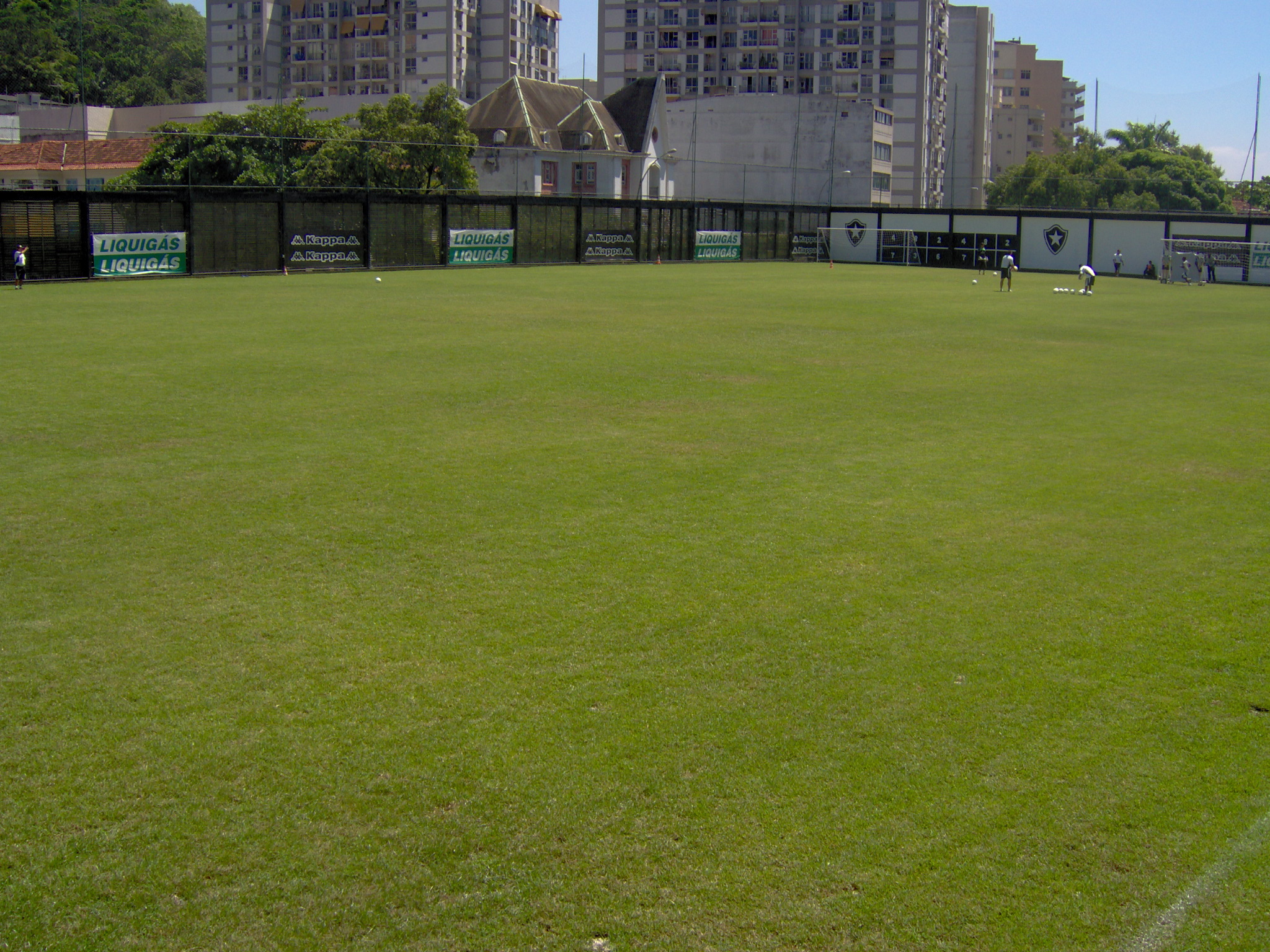
Le centre d'entraînement João Saldanha.

De 1992 à 1994, le Botafogo s'installe à Mourisco Mar, pendant que General Severiano fait l'objet d'une rénovation pour pouvoir recevoir à nouveau le club et ses employés. Le retour définitif à General Severiano a lieu en mai 1994 sous la présidence de Carlos Augusto Montenegro, même si une partie de l'emprise originale du siège n'a pas pu être récupérée à cause de la construction d'un centre commercial, aujourd'hui nommé Rio Plaza.
Actuellement, au siège du club se trouvent la direction du Botafogo et l'ensemble de son administration, ainsi que certains équipements sportifs comme une piscine, des terrains de volley-ball, de basket-ball ou de futsal, un gymnase, des écoles d'initiation au sport et enfin un Fogão Shop.
Même si le siège de General Severiano ne compte plus de stade, lors de l'année du centenaire, en 2004, le centre d'entraînement de l'équipe professionnelle y est inauguré. Au centre d'entraînement João Saldanha (Centro de Treinamento en portugais, soit CT), les joueurs disposent d'infrastructures de préparation, comme une salle de sport et une piscine pour la physiothérapie et des salles pour les rassemblements d'avant-match. Le terrain compte une petite tribune pouvant accueillir jusqu'à 500 personnes.

### Boutiques

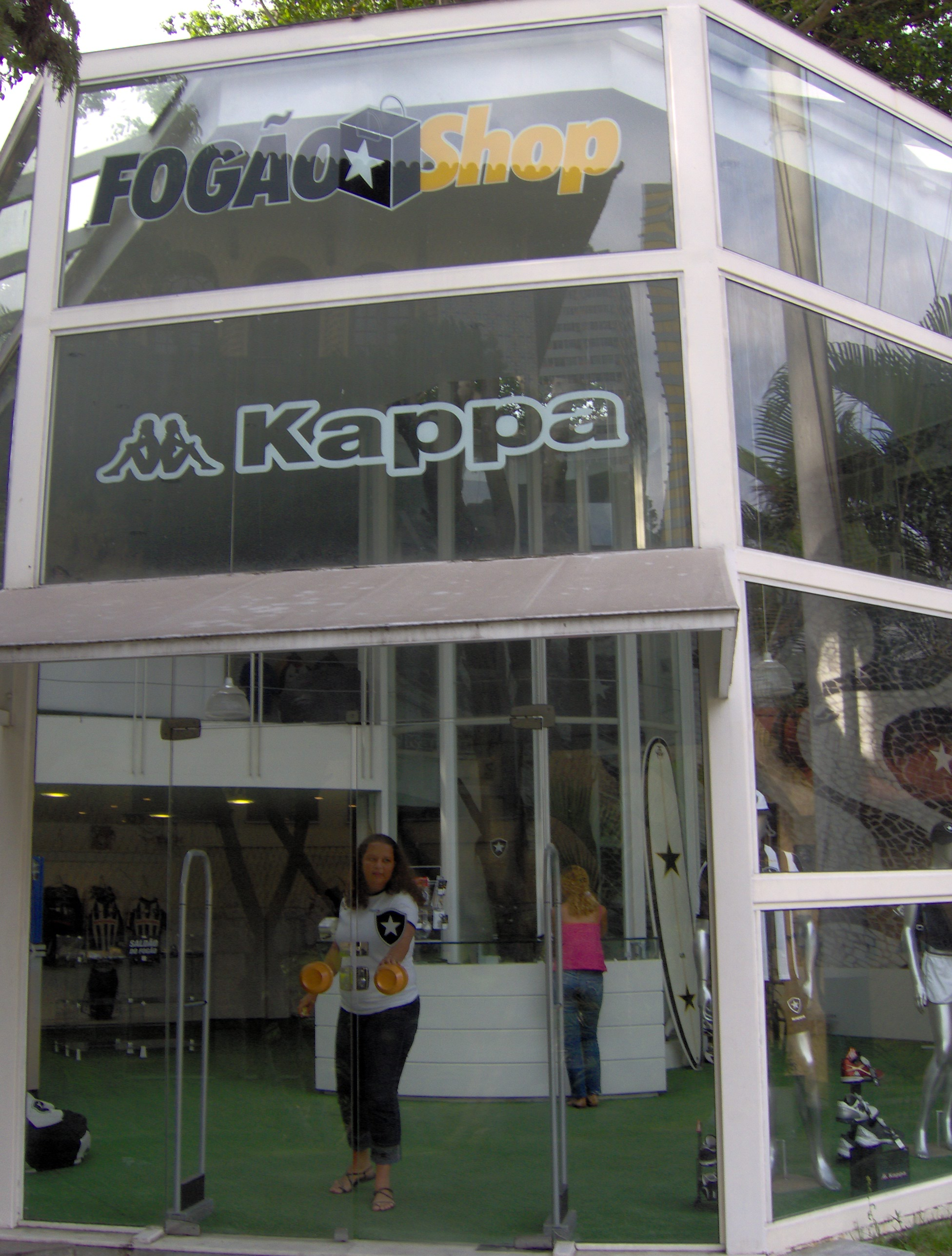
Le Fogão Shop de Rio de Janeiro.

Le club du Botafogo possède un réseau de boutiques officielles appelées « Fogão Shop ». Il en existe aujourd'hui trois filiales : une à Rio de Janeiro (au siège du club, à l'entrée du Palacete de General Severiano), une à Brasília et une dernière à Belém.

### Sièges des sections hors football

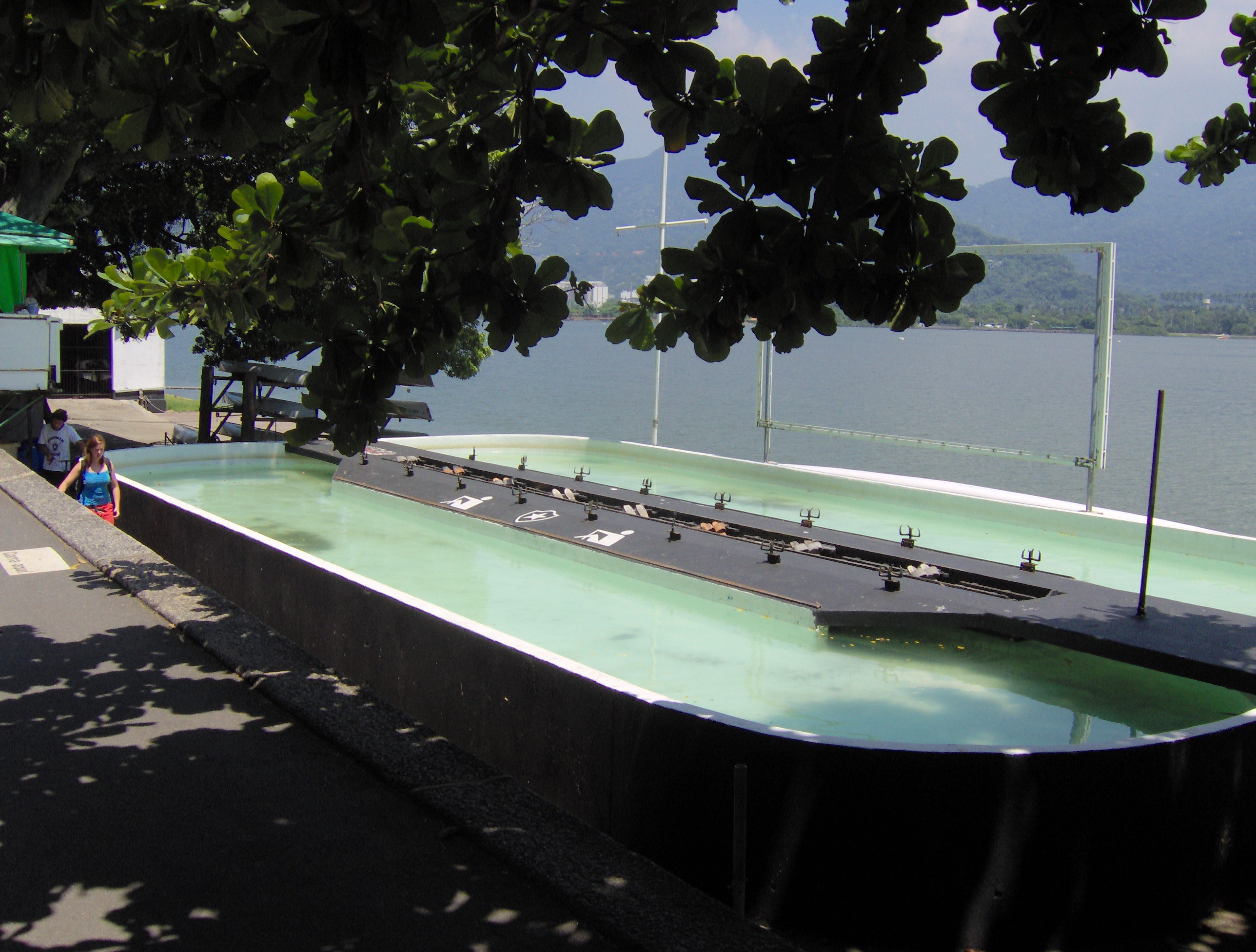
Siège nautique du Botafogo, sur le Lagoa Rodrigo de Freitas.

Le siège de Mourisco Mar se situe sur la plage de Botafogo, où le club dispose d'une piscine olympique pour l'entraînement, les cours et les compétitions de water-polo et de natation. Ce lieu dispose aussi d'un large espace servant à accueillir fêtes et manifestations durant les week-ends. Entre 1992 et 1994, le siège administratif du club y est installé en attendant la fin des travaux de General Severiano.
Le siège de la section « aviron » du Botafogo, plus connue en interne sous le nom de Sacopã, est située non loin du Lagoa Rodrigo de Freitas. Le siège est conçu pour abriter les entraînements des athlètes ainsi que les sections de jeunes. Il comporte un hangar pour les embarcations, une piscine pouvant accueillir huit rameurs (en simple), un espace pour les entraînements à sec, une salle de musculation et de détente, des logements et un petit atelier.
Le club utilise, pour les professionnels, la ligne d'eau du Lagoa Rodrigo de Freitas (utilisée également par les clubs rivaux). Pour les catégories de jeunes, la ligne est mesurée depuis le siège jusqu'au virage de l'avenue Epitácio Pessoa, non loin de l'entrée de la rua Fonte da Saudade. Par ailleurs, les sportifs ont l'habitude d'utiliser la piste cyclable du lac pour courir et développer leur potentiel athlétique.

### Anciens sièges
L'ancien siège du Club de Regatas Botafogo est une grande maison au sud de la plage de Botafogo, adossée au morro do Pasmado, à l'endroit où se termine aujourd'hui l'avenue Pasteur, dans le quartier de Botafogo. Le club d'aviron y reste jusqu'en 1907, quand le bâtiment est démoli pour laisser la place au tunnel du Pasmado.
Le siège de la rue Voluntários da Pátria est un ancien lieu où le Botafogo Football Club dispute ses matches à la fin des années 1900. Inauguré le 31 mai 1908 lors d'un match gagné par 5 à 0 contre Riachuelo. Il se trouve dans la rue Voluntários da Pátria, dans le quartier de Botafogo. Après le retrait du club de la « ligue métropolitaine de sport athlétiques » (Liga Metropolitana de Sports Athleticos en portugais), les propriétaires du terrain décident de la vendre à la ville. Il y existe aujourd'hui un marché populaire de fruits et légumes, appelé Cobal.
Le terrain de la rue São Clemente est le lieu où le Botafogo Football Club dispute ses matches à domicile en 1912, après la perte du siège de la rue Voluntários da Pátria. Il se situe dans la rue São Clemente, dans le quartier de Botafogo, non loin de la rue Assunção.
Lors du championnat du Brésil 2005, le Botafogo, en partenariat avec le club du Flamengo et l'entreprise Petrobras, entreprend un agrandissement temporaire du stade Luso-Brasileiro du club de Portuguesa da Ilha. Le stade, qui voit sa capacité multipliée par six au moyen de structures métalliques, est alors renommé Arena Petrobras pour l'occasion. Les deux clubs y disputent leurs rencontres à domicile lors du championnat de cette année-là.

## Couleurs et symboles

### Couleurs

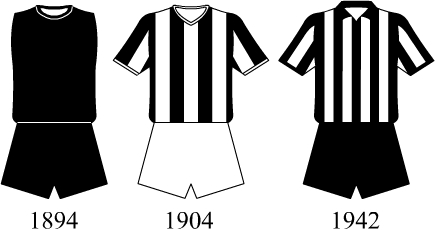
Tenues du CRB, du BFC et du BFR.

#### Tenues
Le Club de Regatas Botafogo dispose, initialement, de deux tenues différentes. La première, au maillot et au short entièrement noirs, est utilisée pour les compétitions. La seconde, au maillot blanc et noir à rayures horizontales et au short noir, est utilisée pour les entraînements. Par la suite, la tenue de rechange du club devient entièrement blanche.
Les premières années, le Botafogo Football Club utilise des maillots et des shorts blancs, avec des chaussettes noires. La tenue entière est fabriquée en Angleterre, alors capitale mondiale du football. En 1906, pour étrenner sa nouvelle tenue, également commandée en Angleterre, chez Benetfink & Co., le club organise un match de gala contre le Fluminense. C'est la première apparition, sous les yeux des supporters, du maillot blanc et noir à rayures verticales. Elle comporte à l'époque des boutons en tissu sur le devant. Pour compléter la tenue, les joueurs utilisent un short blanc et des chaussettes noires. Le maillot rayé est un hommage au club de la Juventus, club dont Itamar Tavares, un des fondateurs du club, est supporteur. Les blasons ne sont présents sur les maillots qu'à partir de 1913. Le Botafogo n'adopte les shorts noirs comme tenue officielle qu'en 1935 pour la première fois.

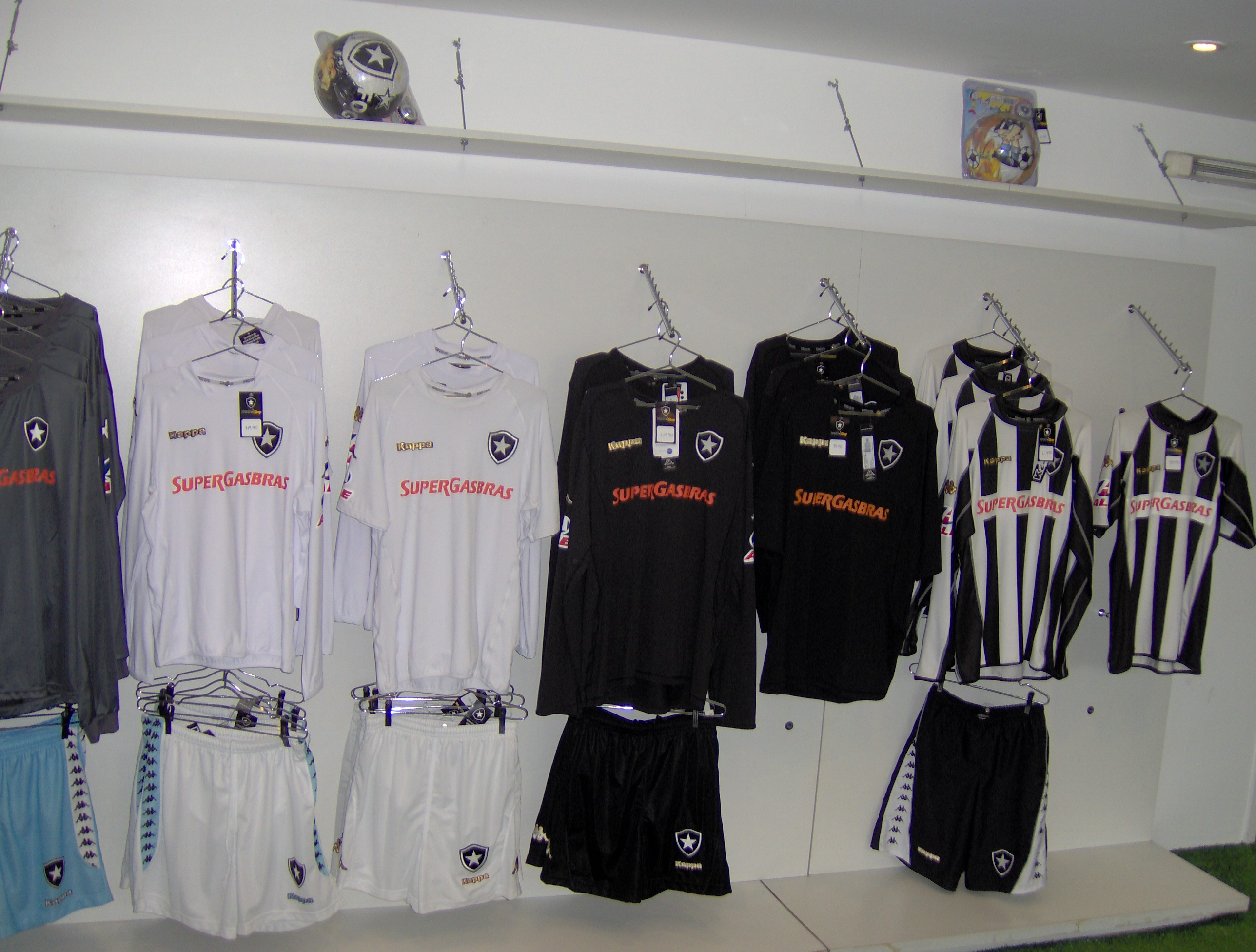
Maillots du Botafogo pour la saison 2006-07 au magasin du club.

Après la fusion entre les deux clubs, les tenues prédominantes du Botafogo de Futebol e Regatas sont, pour l'aviron, une tenue entièrement noire et, pour le football, un maillot à rayures noires et blanches à col noir, avec un short et des chaussettes noires. Cependant, en 1948, le club recommence à utiliser un short blanc et des chaussettes de la même couleur, jusqu'en 1954. Après le suicide du président du Brésil Getúlio Vargas, le Botafogo revêtit des shorts et des chaussettes noires, avant de revenir rapidement au blanc en 1956. Cependant, en 1957, les chaussettes deviennent grises et le short repasse au noir. À la fin des années 1970, l'équipe utilise des chaussettes blanches, ce qui dure jusqu'en 1993 et le retour des chaussettes grises. De nos jours, la tenue officielle est revenue aux couleurs traditionnelles, avec des chaussettes noires, depuis 2003.
Le nombre total de rayures sur le maillot du Botafogo doit être compris entre sept et neuf, d'après les statuts du club. Généralement, la rayure centrale est de couleur noire, même si en certaines occasions elle peut être blanche. Divers détails sont acceptés sur les manches et le haut des épaules, pour favoriser la diversité, année après année. Selon les statuts du club, la tenue doit être « noire et blanche ». Cependant, en équipe réserve, les tenues sont majoritairement blanches ou noires, selon la couleur du short et des chaussettes. En revanche, ces règles ne s'appliquent pas à la tenue du gardien de but.

#### Blason
Le Club de Regatas Botafogo ne possède pas de blason officiel. Ses statuts précisent que l'« étoile solitaire » est son symbole principal. Il existe cependant un écusson non officiel, d'usage populaire, qui représente l'étoile, une paire de rames et le monogramme du club. Sur les maillots, le club utilise le monogramme surmonté de l'étoile. En 1919, l'étoile prend de l'importance et le monogramme y est incorporé.
Le blason du Botafogo Football Club est dessiné à l'encre de Chine par l'un de ses fondateurs, Basílio Viana Júnior. Il s'agit d'un écu de style suisse, entouré de noir. Sur fond blanc, les initiales du club, B F C, en noir, s'entrelacent au centre.
En 1942, avec la fusion des deux clubs, le format du blason du Botafogo Football Club est conservé et l'étoile, du Club de Regatas, remplace les lettres sur fond noir. Le blason gagne également deux contours, un blanc et un noir, de l'intérieur vers l'extérieur.

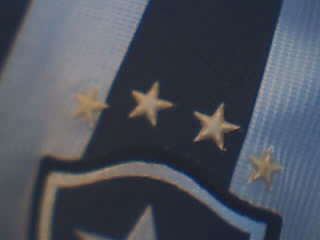
Les étoiles surmontant le blason.

#### Étoiles
En 1981, le Botafogo instaure une nouveauté sur son maillot : quatre étoiles jaunes sont ajoutées au-dessus du blason du club, qui représentent les quatre titres consécutifs de champion de l'État de Rio des années 1932, 1933, 1934 et 1935. Au début des années 2000, une nouvelle étoile est ajoutée au-dessus des quatre précédentes. Cette dernière est de couleur blanche et représente le titre de champion du Brésil de 1995.
En 2003, les cinq étoiles sont retirées, ne laissant que l'étoile solitaire du blason, le département marketing du club affirmant que cette unique étoile est la marque propre du Botafogo.

### Symboles
Estrela Solitária

A Estrela Solitária, l'« étoile solitaire ».

L'« étoile solitaire » (estrela solitaria en portugais), présente sur le blason et le drapeau du club, est à l'origine le symbole propre du Club de Regatas Botafogo. Initialement, elle possède une teinte à chaque pointe, qui la divise en zones noires et blanches et donnent un effet d'ombre. Elle est cependant rapidement remplacée par le modèle actuel d'étoile à cinq branches, blanche sur fond noir.
L'étoile solitaire représente l'étoile du matin, car elle est la première étoile à apparaître dans le ciel le jour de la fondation du club. En réalité, cette « étoile » n'en est pas vraiment une puisqu'il s'agit de la planète Vénus.
Après la fusion des deux clubs, l'étoile est également adoptée comme symbole par la section football. Le Botafogo de Futebol e Regatas reçoit ainsi comme surnom celui « club de l'étoile solitaire », car elle apparaît sur les blasons des maillots que portent les joueurs.
Drapeau

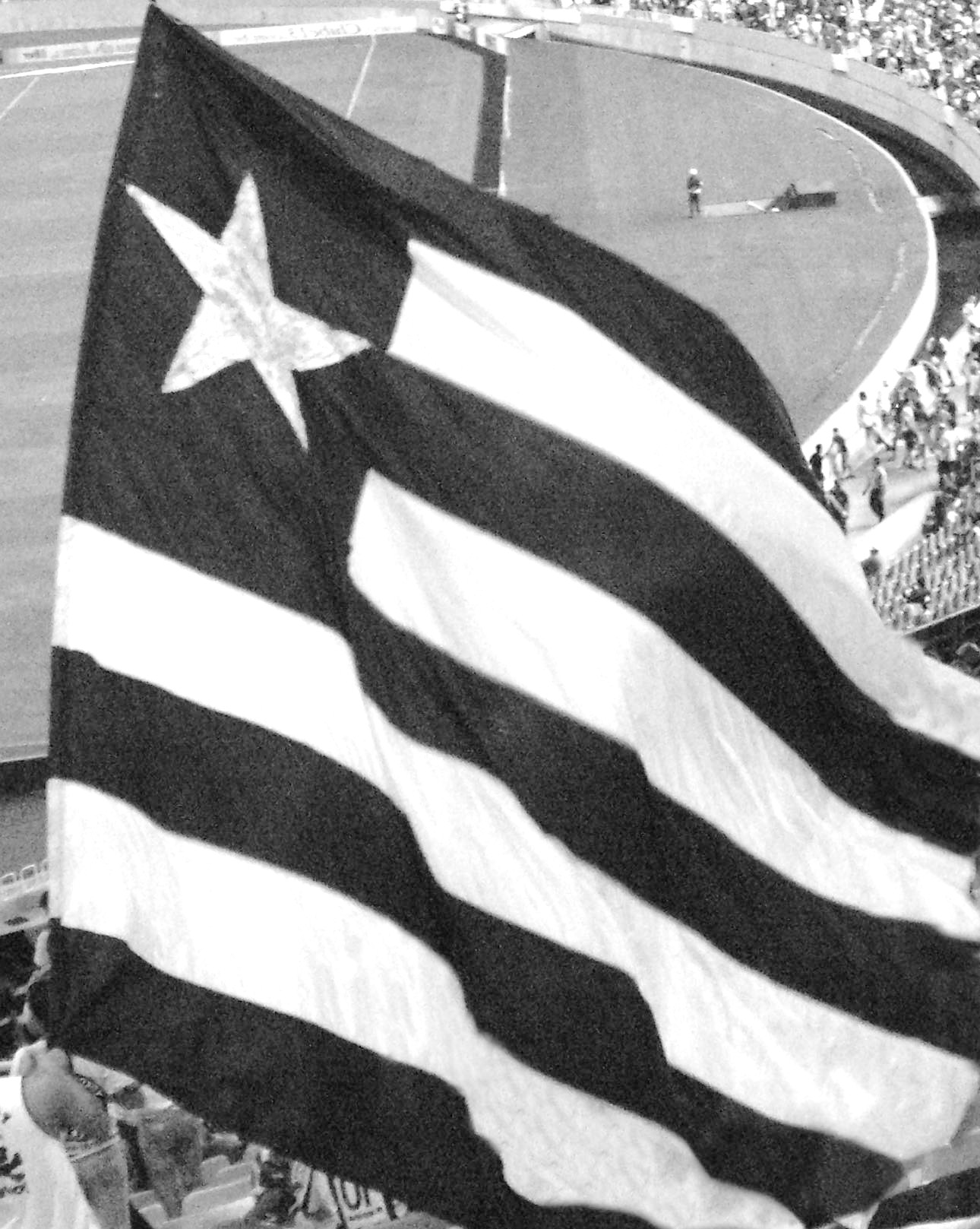
Drapeau de Botafogo pendant un match.

Le drapeau du Botafogo de Futebol e Regatas apparaît après la fusion du Botafogo Football Club avec le Club de Regatas Botafogo.
Le club de football possède un drapeau avec des bandes horizontales noires et blanches et l'écusson du club au centre. Le premier drapeau est brodé par les sœurs de l'ex-président Edwin Elkin Hime Júnior : Ruth, Hilda, May, Leah et Miriam. Le drapeau du club d'aviron est blanc, avec un quadrilatère noir dans le champ supérieur gauche qui comporte la traditionnelle « étoile solitaire » blanche. Lors de la fusion, en 1942, les bandes horizontales et le quadrilatère noir avec l'« étoile solitaire » blanche sont conservés.
Le format officiel du drapeau est de 128 centimètres de largeur pour 90 centimètres de hauteur. Les bandes horizontales font 10 cm de haut chacune. Il compte cinq bandes noires et quatre bandes blanches. Le rectangle noir, qui contient l'étoile mesure 56 cm par 40 cm.
Maillot no 7

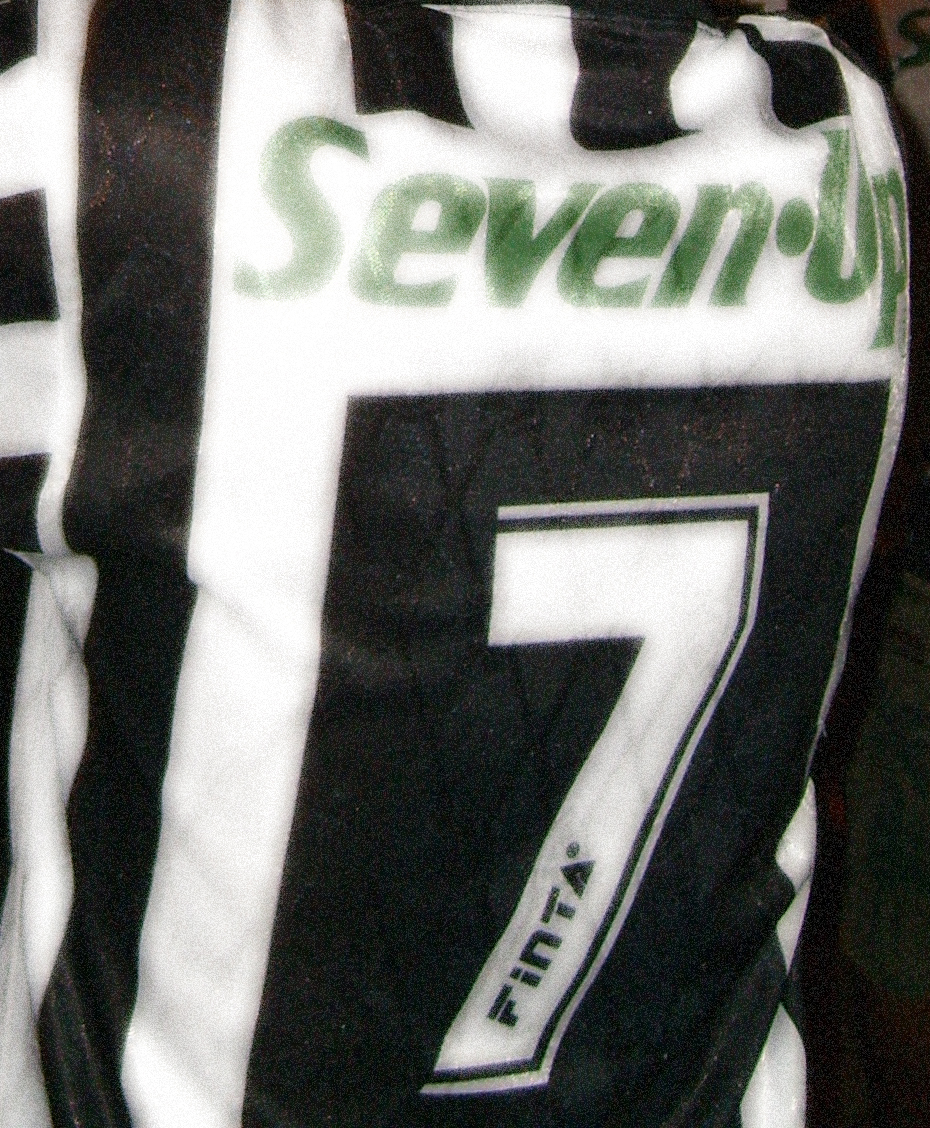
Maillot de 1995 floqué du no 7.

Le maillot frappé du numéro 7 est considéré comme le plus important de l'histoire du Botafogo de Futebol e Regatas. Divers internationaux brésiliens évoluent avec ce maillot et font les beaux jours du club et de la sélection nationale. Le premier à l'utiliser est l'ailier Paraguaio en 1948, quand est mis en place l'inscription de numéro sur les maillots du club. À la fin des années 1950, Garrincha immortalise définitivement ce maillot par ses dribbles. Après son départ du club, le remplaçant de Garrincha en tant qu'idole au numéro 7 est Jairzinho. Quelques années après, l'« ouragan de la coupe » (Furacão da Copa en portugais) utilise le numéro 10.
Le maillot connaît de nombreux autres porteurs, attaquants ou milieux de terrain, comme Helinho par exemple, mais il ne joue de rôle décisif à nouveau qu'en 1989. Après 21 années sans victoire, en championnat de Rio, Maurício, avec son numéro 7, marque le but de la victoire en finale contre le Flamengo. En 1995, c'est le tour de Túlio Maravilha de connaître le succès sous ce maillot, emmenant l'équipe vers la conquête du titre de champion du Brésil. Parmi les autres porteurs du maillot, on peut citer Dodô, qui utilise auparavant le numéro 10 au sein même du Botafogo et conquiert le titre de meilleur buteur du championnat de Rio 2007 avec le numéro 7.

### Hymnes

#### Hymne populaire
L'hymne le plus diffusé dans les médias et le plus connu parmi la population est un hymne non officiel. Les paroles et la musique sont de Lamartine Babo. Il est créé en 1942. Ses premiers vers, Botafogo, Botafogo campeão desde 1910 (« Botafogo, Botafogo, champion depuis 1910 » en français) sont dans la tête de tous les supporters et sont fréquemment repris en chœur lors des matches de l'équipe.
Il existe une discussion concernant les paroles. Créé dans les années 1940, l'hymne considère le titre de 1910 comme le premier du club. Cependant, depuis la résolution amiable en 1997 du différend entre Botafogo et Fluminense, le premier titre du club est le championnat de Rio de Janeiro de 1907. Il est ainsi courant d'entendre les supporters chanter Botafogo, Botafogo campeão desde 1907.
Dans cet hymne, on trouve également deux des principaux slogans du club : « Tu fus un héros à chaque match » (Foste herói em cada jogo en portugais) et « Tu ne peux perdre, perdre contre personne » (Não podes perder, perder pra ninguém).

#### Hymne officiel du football
L'hymne officiel du Botafogo Football Club, qui reprend des paroles d'Octacílio Gomes et une musique d'Eduardo Souto, n'est pas très populaire parmi les supporters du club, ni même dans les médias. Cela est dû au fait que l'hymne de Lamartine Babo est créé lors de la fusion des deux clubs et comporte un vocabulaire plus simple que l'hymne officiel. De plus, les hymnes officiels des autres clubs de Rio sont également éclipsés par des chansons de Lamartine Babo qui compose, outre l'hymne du Botafogo, ceux de l'América, du Flamengo, du Fluminense et du Vasco da Gama.

#### Hymne officiel de l'aviron
L'hymne de l'ancien Club de Regatas Botafogo est écrit par Alberto Ruiz, président du club en 1930. Cet hymne est également peu connu des supporters, l'aviron étant, dans l'esprit de la plupart des botafoguenses, le second sport du club, loin derrière le football. Le site officiel du club n'en présente d'ailleurs pas les paroles sur son site. On peut cependant les trouver sur un site non officiel.

### Mascottes

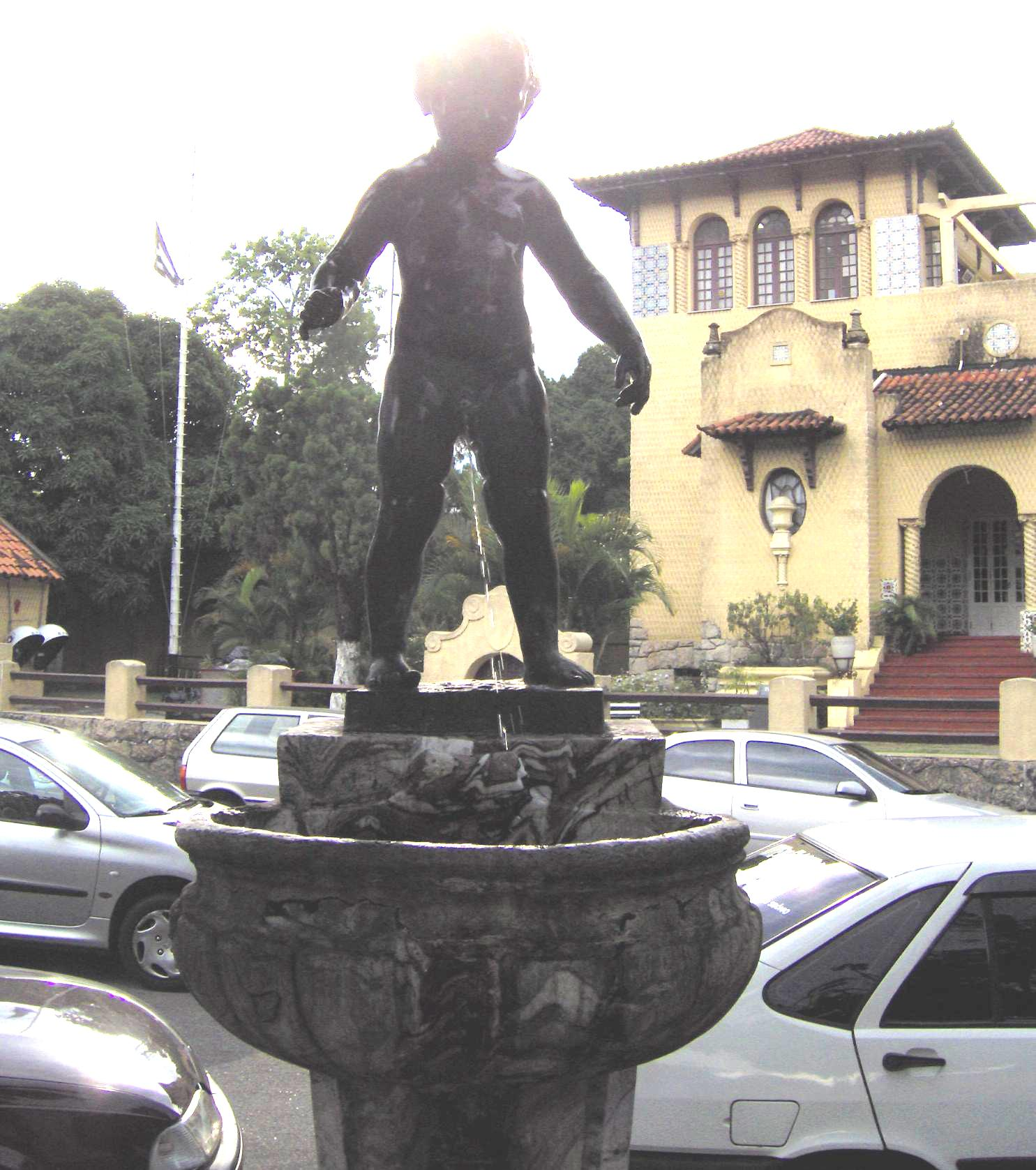
Statue du Manequinho.

#### Manequinho
En face du siège de General Severiano se trouve une statue surnommée « Manequinho ». Représentant un petit garçon en train d'uriner, il s'agit d'une réplique du Manneken-Pis de Bruxelles, en Belgique. Elle est érigée à Rio de Janeiro en 1922, en face du Mourisco. Lors du championnat de Rio de 1957, remporté par le Botafogo, un supporteur revêtit la statue d'un maillot du club. La statue est considérée depuis comme une mascotte et, à chaque titre du Botafogo, elle est habillée aux couleurs du club. La statue est cependant volée et détruite et une réplique installée alors à General Severiano. S'agissant également d'une fontaine, certaines personnes boivent son eau pour célébrer les victoires. De temps en temps, des supporters d'autres équipes lui font revêtir d'autres maillots.

#### Pato Donald
Lorenzo Mollas, caricaturiste argentin qui travaille à Rio de Janeiro dans les années 1940 et 1950 habille Donald Duck (Pato Donald en portugais) du maillot du Botafogo dans les années 1940. Le personnage de Disney devient alors rapidement une mascotte pour les supporters du club. Mollas choisit Donald car il réclame sans cesse pour ses droits, se dispute et se défend, à l'image des dirigeants alvinegros de l'époque, ainsi que pour sa capacité à garder son élégance en glissant sur les eaux.

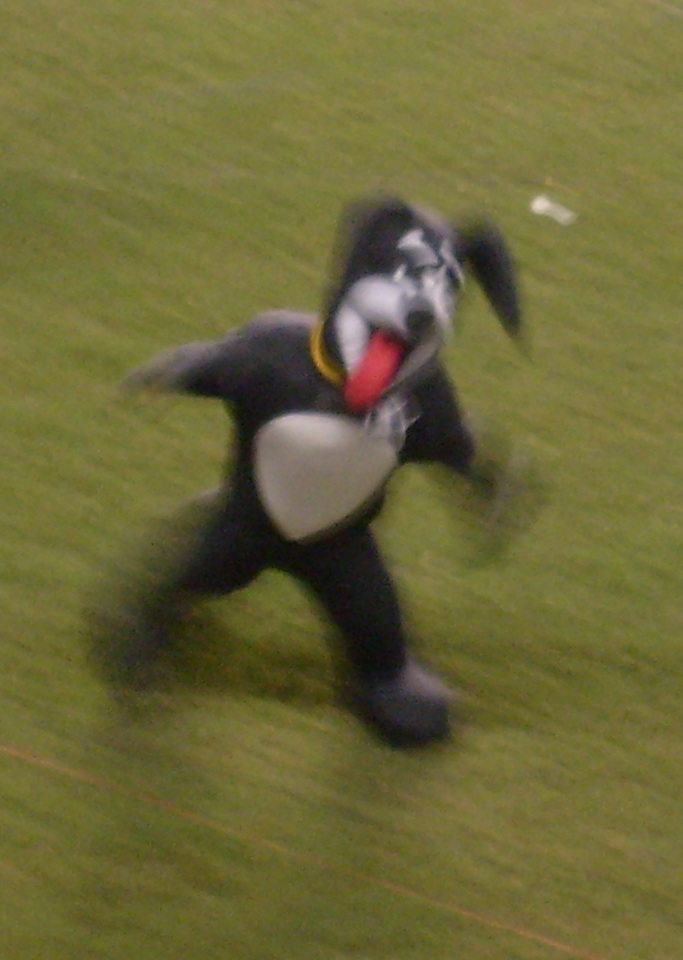
Cachorro Biriba.

#### Cachorro Biriba
Le président du Botafogo Carlito Rocha est l'un des supporters les plus fanatiques du club. Superstitieux et déterminé, Carlito emmène son chien, Biriba, à tous les matches du Botafogo lors du championnat de Rio de 1948. Il pense que le chien porte bonheur et n'accepte pas que l'entrée des stades lui soit refusée. La direction du Vasco tente d'interdire l'entrée à Biriba au stade São Januário. Carlito Rocha ne se laisse pas démonter, prend le chien sous le bras et défie les agents de sécurité : « Personne n'empêche le président du Botafogo d'entrer où il veut et avec qui il veut ». En présence de Biriba, en 19 matches, le Botafogo remporte 17 victoires pour 2 matches nuls, et remporte le titre de champion, après une période de 13 ans d'attente.
Par la suite, le chien est adopté comme mascotte du club et admiré par les supporters. Le groupe de supporters Fúria Jovem do Botafogo divise même ses groupes par « canis ». Les groupes de supporters des équipes adverses surnomment également les supporters du Botafogo de cachorrada (cachorro signifie « chien » en français).

## Historique des sponsors

### Sponsor maillot
De 1904 à 1985, le Botafogo n'utilise aucun type de publicité privée sur son maillot jusqu'à la signature d'un contrat avec l'entreprise Atlantic pour un court moment. Depuis, les logos des entreprises sont placés en partie centrale sous l'écusson, sur la face avant des maillots du club, et au-dessus du numéro qui différencie les joueurs, sur la face arrière des maillots. En 1986, 3B.RIO, fabricant brésilien de tapis en caoutchouc pour l'automobile prend sa place sur les maillots du Botafogo. Par la suite, toujours en 1987, Coca-Cola sponsorise Botafogo et d'autres clubs brésiliens. Le partenariat dure jusqu'à fin 1994, Seven Up remplace alors Coca-Cola. Cette publicité est couronnée de succès, permettant au club de gagner le championnat du Brésil et à la marque d'augmenter ses ventes dans le pays. Le contrat dure jusqu'à fin 1996.
Après une courte période sans sponsor, le club porte le logo de la marque sud-coréenne Hyundai à partir des phases finales du championnat de Rio de 1997. L'année suivante, le club signe un contrat avec la banque Excel Econômico, avant que celle-ci ne fasse faillite après une année de partenariat. Au premier semestre de 1999, le club revient à ses origines avec un maillot vierge d'inscription. Cependant, au deuxième semestre de l'année, la Tam s'intéresse à l'équipe après sa finale de Coupe du Brésil et imprime son logo sur les maillots du club.
L'entreprise de transport aérien passe sur les manches des maillots du club à partir du championnat du Brésil de 2001, remplacé sur la poitrine par la société Golden Cross, entreprise d'assurance santé, du deuxième semestre de 2001 au début de 2003. Le partenariat avec cette dernière est lié à l'engagement du joueur Dodô, dont le salaire est payé par Golden Cross. Cependant, avec la relégation du club en série B, Golden Cross décide de ne pas renouveler le contrat à partir de 2003.
Au début du championnat de série B, le club crée le programme Botafogo no Coração, qui occupe l'espace libre sur le maillot du club jusqu'en 2005. Toujours en 2003, le réseau de fast-food Bob's s'associe au club pour la rénovation du stade Caio Martins et apparaît sur les manches du maillot jusqu'en avril 2005.
En mai 2005, le Botafogo finalise un contrat avec Supergasbras, entreprise du secteur énergétique appartenant au groupe SHV Gas Brasil, pour la publicité sur les shorts de l'équipe, et avec ALE Combustíveis pour les manches du maillot. Les maillots de l'équipe première restent sans sponsor principal et les équipes réserves continuent avec l'inscription Botafogo no Coração. Après la bonne campagne en championnat du Brésil 2005, Supergasbras décide de troquer sa position sur le short pour le maillot, sept matches après le début du contrat, le short restant alors libre d'inscription. À la fin de cette même année, Unisuam, université privée de l'État de Rio de Janeiro, conclut un contrat avec le club pour prendre place sur les chaussettes. Lors de la campagne victorieuse en championnat carioca de 2006, le Botafogo retrouve un sponsor pour le short, Café Capital, jusqu'en avril de cette même année.
En 2007, cherchant à réévaluer le montant de ses contrats, le club ne renouvelle de partenariat avec aucune de ces trois entreprises et reste sans sponsor jusqu'en avril 2007. Il conclut alors un nouveau partenariat avec Liquigás, filiale locale de Petrobras, pour le plus important contrat de son histoire, avec une valeur annuelle de 9,6 millions de reais.

### Équipementiers
Le premier équipementier officiel du Botafogo est l'entreprise allemande Adidas, à partir de 1979. Le contrat conclu entre les deux parties dure jusqu'au début du championnat carioca de 1989, quand Umbro prend la place de fournisseur officiel du club. Au second semestre de cette même année, l'entreprise Finta remplace Umbro pour la fourniture des maillots de l'équipe.
En 1990, Penalty signe un contrat avec le club pour une durée d'un an. L'année suivante, Umbro récupère la responsabilité de la confection des tenues du Botafogo jusqu'en 1992, année où le club termine deuxième du championnat national. En 1993, année de la victoire en Copa Conmebol, l'entreprise ProOnze est l'équipementier du club, remplacée par Rhumell en 1994.
En 1995, lors de la victoire en championnat du Brésil, les tenues sont confectionnées par Finta. Elles le sont jusqu'en 1997, quand le contrat de fournisseur officiel du club est regagné par Penalty. Elle est remplacée par Topper de 1999 à 2001.
Après une courte période de négociations sans fournisseur officiel, Finta, pour la troisième fois, devient responsable de la fourniture des tenues du club. Elle est remplacée en 2004 par l'entreprise italienne Kappa, aujourd'hui encore fournisseur officiel, qui à partir de 2005, révolutionne les maillots du club par ses modèles connus sous le nom de Kombat, avec un tissu élastique qui se colle au corps des joueurs.
Depuis 2009, le nouveau sponsor est Fila.

## Soutien et image

### Supporters

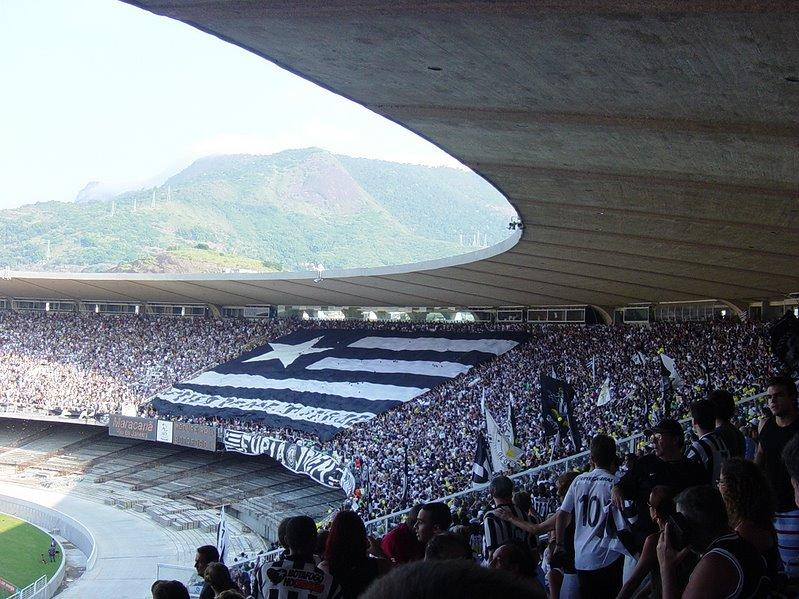
Supporter du Botafogo lors de la finale du championnat carioca de 2006.

Selon la dernière étude de l'Ibope (Institut brésilien d'opinion publique et de statistiques) réalisée en 2004, les supporteurs du Botafogo regroupent environ 2,7 millions de personnes au Brésil. Ces derniers sont plus nombreux dans les classes les plus élevées de la société et dans la classe moyenne, même si le club compte également un soutien significatif parmi les classes les plus pauvres. Selon cette même étude, il s'agit du troisième contingent de supporters de l'État de Rio de Janeiro, derrière le CR Flamengo et le CR Vasco da Gama, et le onzième du pays. Le département marketing du club estime cependant pouvoir compter sur le soutien de neuf millions de supporteurs-consommateurs du club à travers le pays. Le club alvinegro possède également un grand nombre de supporteurs parmi les personnes les plus âgées, notamment pour avoir vécu ses plus grandes heures dans les années 1950 et 1960. Il possède à l'époque le deuxième plus important groupe de supporteurs du pays.
Le supporteur du Botafogo est souvent décrit comme superstitieux. Ceci est dû à toutes les légendes qui sont créées tout au long de l'histoire du club, comme celle de la mascotte Biriba, les croyances concernant le maillot no 7 et toutes les coïncidences qui jalonnent l'histoire du club. Le fait de soutenir le Botafogo est également associé à la souffrance, communément décrite par le chroniqueur du Fluminense Nelson Rodrigues et dans certains dictons populaires comme « tem coisas que só acontecem com o Botafogo » (« certaines choses n'arrivent qu'au Botafogo » en français). La période de 21 ans sans titre vaut aux supporteurs du club d'être l'objet de moqueries de la part des supporteurs des équipes rivales dans les années 1970 et 1980.
À cette même époque, avec la croissance rapide de la population brésilienne et l'augmentation de la couverture médiatique du football, le Botafogo rencontre de sérieuses difficultés à rallier de nouveaux supporteurs, notamment à cause de l'attrait exercé par ses rivaux, et surtout le Flamengo, détenteur du plus grand nombre de supporteurs à travers le pays. Le nombre de supporteurs du Botafogo recommence à croître à partir des années 1990, grâce notamment à la présence dans ses rangs de l'idole Túlio Maravilha. Malgré cela, le club régresse vis-à-vis de ses rivaux, oscillant suivant les études entre la septième et la douzième place des principaux groupes de supporteurs du pays.
En 2003, le projet de socio-supporters Botafogo no Coração (« Botafogo au cœur » en français) est lancé. Les supporteurs aident financièrement le club et, depuis 2007, les participants habitant Rio de Janeiro possèdent un droit d'entrée pour les matches que le club dispute à domicile. Aujourd'hui, le projet regroupe près de 8 000 socio-supporteurs à travers le pays.

### Groupes organisés

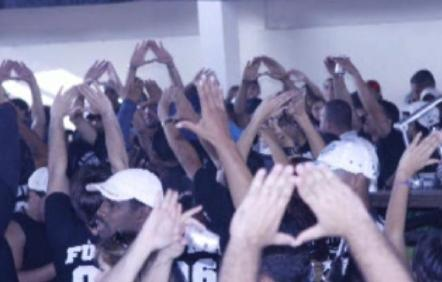
Membres de la Fúria Jovem faisant le symbole du groupe.

Il existe de nombreux groupes de supporters liés au Botafogo. À la fin des années 1960, la Torcida Jovem do Botafogo, également appelée « TJB », est créée. Il s'agit du plus ancien et du plus traditionnel groupe de supporteurs (torcida en portugais) organisé du club. Son influence diminue cependant depuis 2001, après la création de la Fúria Jovem do Botafogo par des supporters dissidents de la TJB. La Fúria Jovem est aujourd'hui le groupe le plus actif parmi les supporteurs du Botafogo. D'autres groupes traditionnels fameux, Raça Alvi-Negra, Folgada do Russão et Mancha Alvinegra sont aujourd'hui disparus.
Il existe aujourd'hui d'autres groupes actifs de supporters, comme Torcida Bota-Chopp, et dans une moindre mesure Torcida Estrela Solitária et Torcida Vanguarda. En 2006, le mouvement Loucos pelo Botafogo apparaît. Il ne se considère pas comme un groupe de supporters, mais plus comme un groupe d'ultras pacifiques, qui ne possède aucun signe distinctif et dont les chants sont liés uniquement au Botafogo. Il existe enfin des groupes de supporters situés dans les autres États brésiliens, comme Fogo Horizonte, de Belo Horizonte au Minas Gerais.
Du côté politique, le MITOB (Movimento Independente Torcedores do Botafogo, « mouvement indépendant des supporters du Botafogo » en français), le Movimento Carlito Rocha, fondé en 1992, et la COMFOGO (Comunidade Botafoguense), créée 2003, sont actifs socialement et culturellement et cherchent à influencer les décisions prises par la direction du club,.

### Rivalités
Le premier grand rival historique du Botafogo est le Fluminense, contre lequel il dispute son premier match en 1905. Les deux équipes sont parmi les plus anciennes du football brésilien et leurs rencontres sont surnommées Clássico Vovô (vovô signifie « grand-père » en français). À l'époque, dans les années 1900, il s'agit principalement de duels entre les jeunes du Botafogo Football Club contre les adultes du Fluminense. La rivalité entre les deux clubs, situés dans des quartiers voisins de la zone sud de Rio de Janeiro (Laranjeiras et Botafogo), s'amplifie avec le temps et s'équilibre à partir des années 1910. La rivalité entre les deux équipes n'a pas seulement cours sur les terrains de sport mais oppose également les dirigeants des deux clubs, et leurs supporters.
Cependant, le club considéré comme le principal rival du Botafogo est le Flamengo. Originaires également de quartiers voisins, les deux clubs sont déjà rivaux en aviron dans les compétitions disputées depuis la fin du XIXe siècle, dans la baie de Guanabara. En football, le Flamengo ne commence ses activités qu'à partir de 1912, un an avant de disputer sa première rencontre contre le Botafogo. Les deux clubs, qui comptent dans leurs rangs, à des périodes distinctes, deux des principaux joueurs de l'histoire du Brésil, Garrincha, pour les « blancs et noirs » du Botafogo, et Zico, pour les « rouges et noirs » du Flamengo, disputent des matches historiques, dont de nombreuses finales de championnats de l'État de Rio et nationaux. Malgré son aspect traditionnel, il n'existe aucun nom spécifique à ce derby entre les deux clubs.
Un autre rival local du Botafogo est le Vasco da Gama, autre club originellement consacré à l'aviron, qui ne se tourna vers le football qu'à partir de 1916, dans des divisions inférieures. Les deux équipes disputent leur première rencontre en 1923. Contre l'« équipe à la croix de Malte » (autre derby sans nom spécifique), le Botafogo possède son pire bilan contre l'un de ses rivaux, avec une différence de victoire de plus de 50 rencontres. Malgré cela, historiquement, le Vasco n'a jamais gagné de finale contre le Botafogo qui a remporté les quatre finales disputées entre les deux clubs.
À Rio de Janeiro, le Botafogo possède également d'autres rivaux notables, comme l'América, le Bangu, l'Americano, entre autres. Cependant, ces derniers disputent longtemps des championnats de divisions inférieures et leurs rencontres, qui ne sont pas considérées comme des classiques, ne suscitent pas la même ferveur populaire que celles contre le Flamengo, le Fluminense et le Vasco.
Hors de l'État de Rio de Janeiro, le club contre lequel le Botafogo dispute le plus de rencontres historiques est le Santos FC. Dans les années 1960, la rivalité entre les deux clubs, qui comptent dans leurs rangs des idoles comme Garrincha et Pelé est le principal classique du pays. Les deux équipes disputent également la finale du championnat national de 1995, qui voit le sacre du Botafogo. L'équipe à l'étoile solitaire entretient également une rivalité relative avec quelques équipes de São Paulo, datant du disparu tournoi Rio-São Paulo : en plus de Santos, on peut citer les Corinthians, Palmeiras et le São Paulo FC. Des rivalités plus modérées se sont développées avec certaines équipes du Minas Gerais, comme l'Atlético Mineiro et le Cruzeiro, du Sud du Brésil et du Nordeste.